# Ispahan
Vous lisez un « article de qualité » labellisé en 2007.
Ispahan [ispaɑ̃] (en persan : اصفهان / Eṣfahân [esfæˈhɒːn] , aussi transcrit Esfahan, Esfahân, Isfahan ou Isfahân en français) est une ville d'Iran, capitale de la province d'Ispahan. Elle est située à 340 kilomètres au sud de Téhéran, au croisement de deux voies importantes reliant l'ouest à l'est et le nord au sud du pays. Ispahan était par sa population la troisième ville d'Iran en septembre 2015 (après Téhéran et Machhad), avec 2 031 324 habitants appelés en français les Ispahanais, mais elle est au cœur de la deuxième agglomération (derrière Téhéran). La zone métropolitaine d'Ispahan est un des centres majeurs de l'industrie et de l'enseignement en Iran.
Ispahan a été capitale de l'empire perse sous la dynastie des Séfévides entre le XVIe siècle et le XVIIIe siècle. La ville est bien irriguée et sa verdure offre un contraste bien particulier avec les étendues désertiques qui l'entourent. Les travaux entrepris sous le chah Abbas faisant d'Ispahan une vitrine  de l'architecture et de l'art séfévide extrêmement raffiné, ainsi que les nombreux monuments islamiques construits entre le XIe et le XIXe siècle, font d'Ispahan un des joyaux du Moyen-Orient.
La place Naghch-e Djahan est classée au patrimoine mondial de l'humanité depuis 1988.

## Toponymie

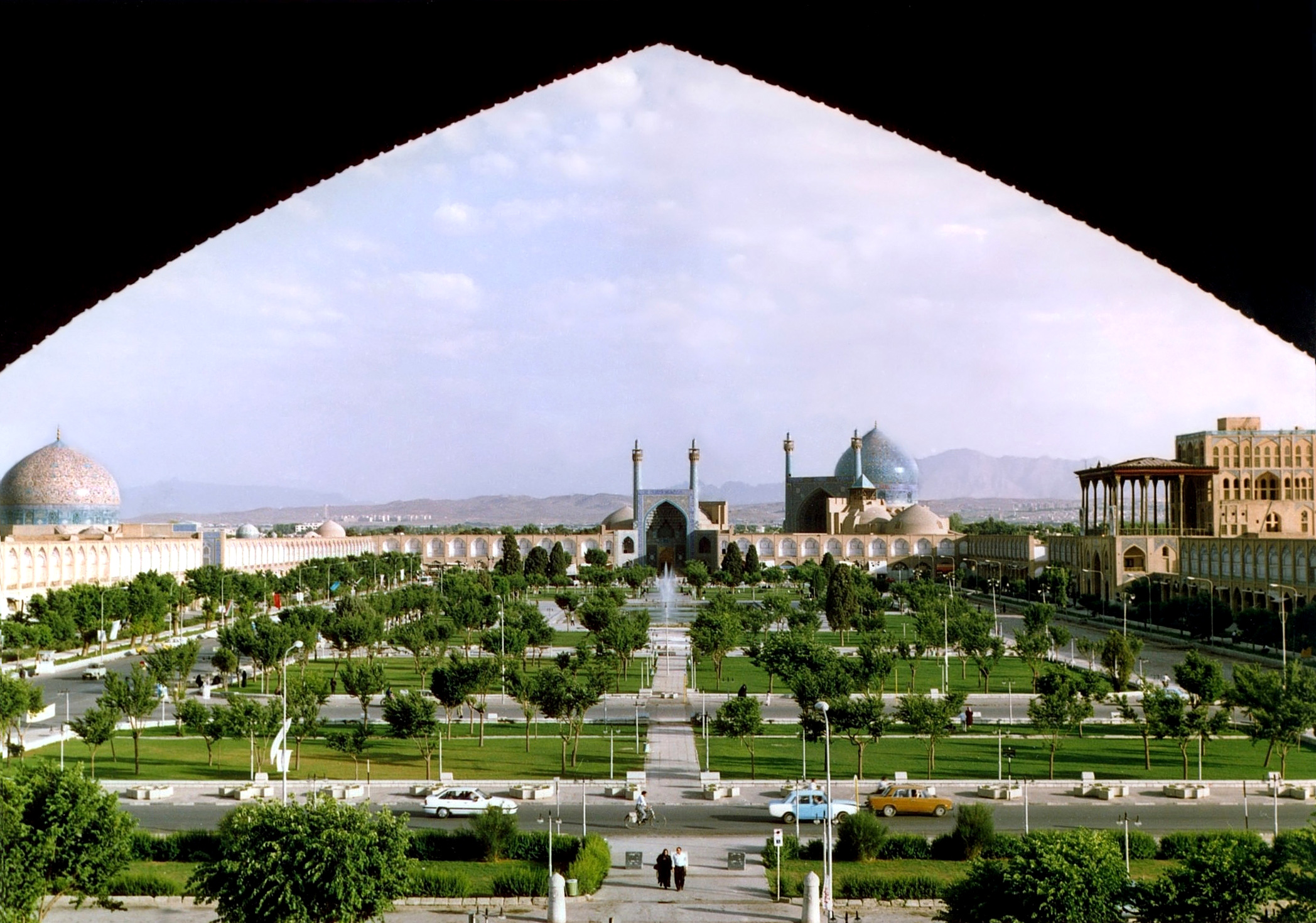
La place Naghch-e Djahan. À gauche, la mosquée du Cheikh Lotfallah, au fond la mosquée du Chah, à droite, le palais d'Ali Qapou.

Le nom de la ville en vieux-perse était Aspadana, devenu Spahān ou Espahān en moyen-perse puis Esfahan après la conquête musulmane.
L'alphabet arabe ne possédant pas le son /p/, le nom de la ville est devenu Esfahan après la conquête par les Arabes en 651. On trouve également des transcriptions telles qu'Isfahan ou Ispahan qui ont pour origine des accents différents.
La ville est surnommée en persan نصف جهان (neṣf-e jahân, « la moitié du monde »), expression qui est paronymique avec son propre nom.

## Géographie

### Situation
Ispahan est située dans le centre de l'Iran, au cœur du plateau iranien (32° 40′ N, 51° 40′ E), à 1 574 mètres d'altitude, à l'est de la chaîne des Zagros. Ispahan a été fondée dans la plaine du Zayandeh Roud (dont le nom signifie « rivière qui donne la vie »), au bord de ses rives. Ce site est une oasis au milieu de l'aride plateau iranien, à 340 kilomètres au sud de Téhéran.
Ispahan est située au centre des routes qui traversent l'Iran du Nord au Sud ou d'Est en Ouest, sur les routes commerciales entre la Chine et l'empire ottoman, et entre le golfe Persique et la Russie. Cette position stratégique économiquement parlant, la fertilité des terres entourant la ville, le climat — rendu plus frais par l'altitude — ainsi que la présence d'eau en abondance dans un pays aride ont été des éléments déterminants pour le développement et également pour le maintien de cette ville en tant que centre urbain qui a survécu à des cycles de prospérité et de déclin.

### Hydrographie

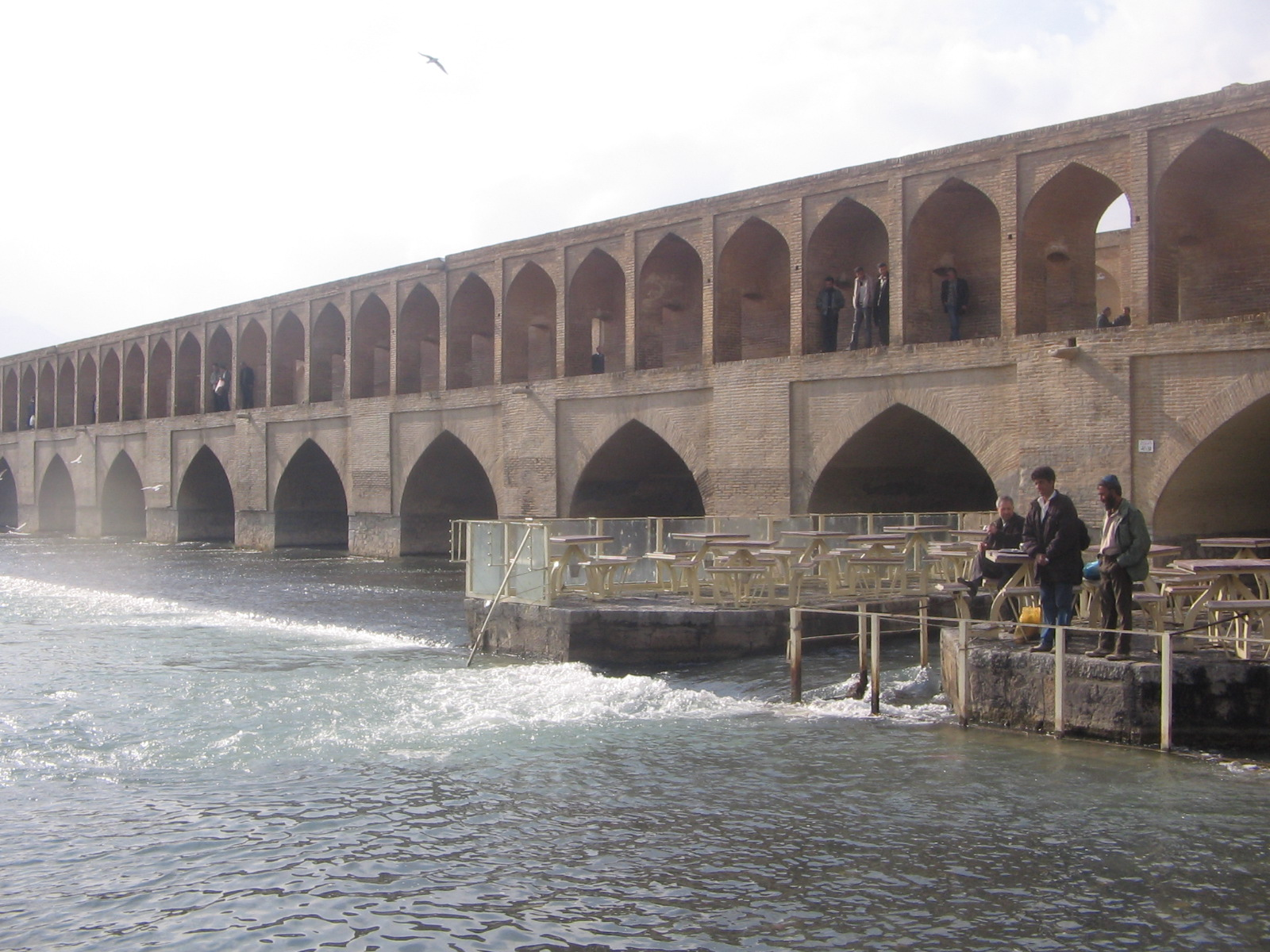
Le Zayandeh Roud (pont Allahverdi Khan).

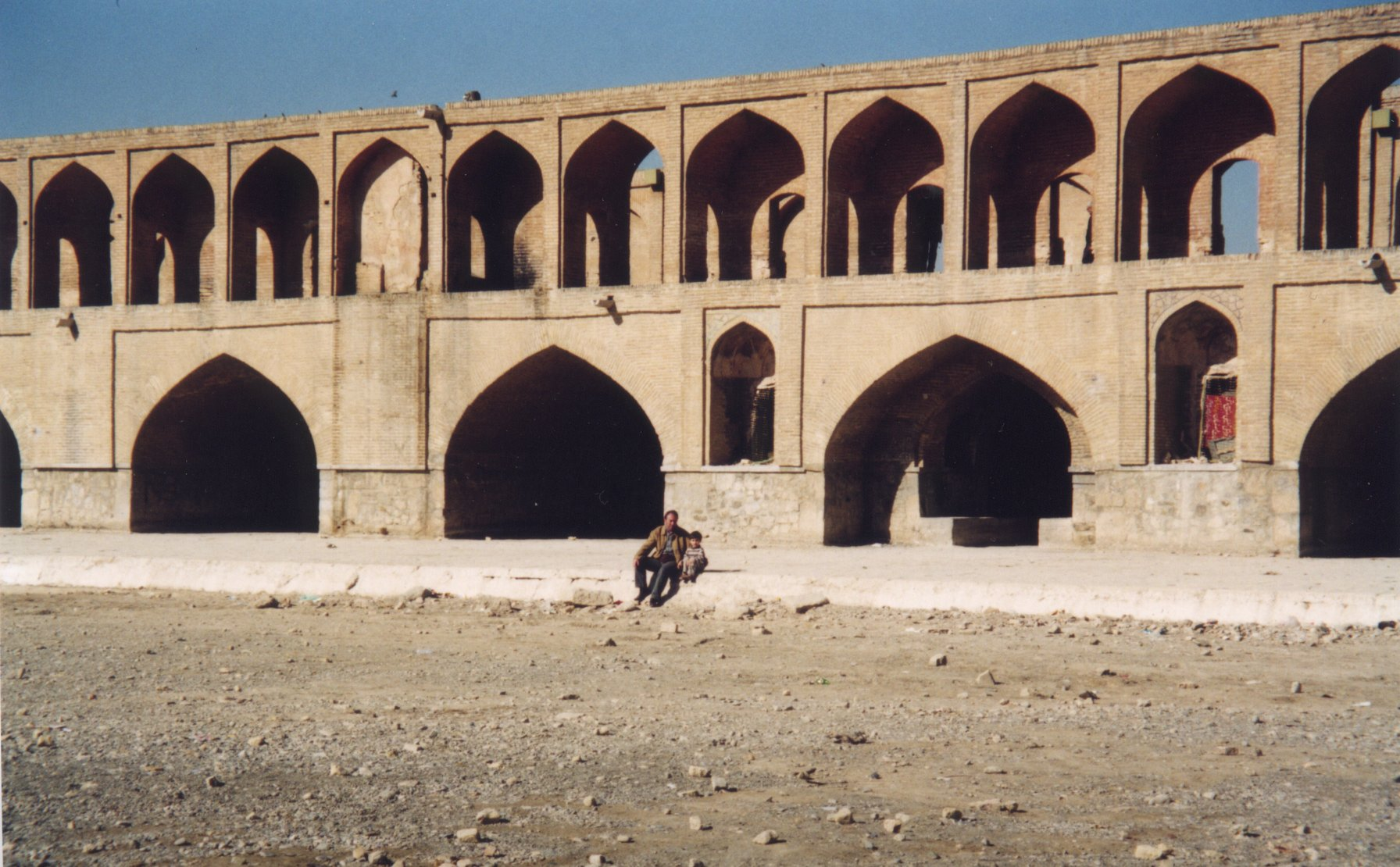
Le Zayandeh Roud à sec (mars 2001).

Le Zayandeh Roud, une des rares grandes rivières permanentes du plateau iranien, se jette dans un lac salé (lac Gavkhouni) dans le désert. Le bassin du Zayandeh Roud s'étend jusqu'à 90 kilomètres au nord d'Ispahan et des vents frais soufflent depuis le nord et rafraîchissent le bassin. Ce bassin, qui couvre 41 500 km2 au centre de l'Iran, est rattaché à l'histoire d'Ispahan. En effet, la ville d'Ispahan est le centre de ce bassin. Cette position lui a partiellement donné son importance historique et économique dans l'histoire du pays. La ressource en eau de rivière a augmenté de 50 % (représentant 790 millions de m3) au cours des dernières années du XXe siècle grâce à la construction de deux aqueducs qui conduisent l'eau du Kuhrang vers le Zayandeh Roud.
Un réseau artificiel, dont les composants sont appelés madi, a été utilisé au moins depuis le XVIIe siècle pour fournir de l'eau aux habitants et aux cultures de la ville et de ses alentours. Dessiné par Cheikh Bahaï, un ingénieur de chah Abbas, ce réseau comporte 77 madis sur la partie nord, et 71 sur la partie sud du Zayandeh Roud. En 1993, ce réseau plusieurs fois centenaire fournit 91 % des besoins agricoles en eau, 4 % des besoins industriels, et 5 % des besoins de la ville. D'après une étude conduite par des chercheurs iraniens, 35 % de ce réseau aurait été détruit avec la modernisation qu'a connue la ville depuis les années 1960.
Une partie de l'eau du Zayandeh Roud a été détournée en 2001 en amont d'Ispahan, causant une nette baisse de niveau de la rivière dans la ville.
La rivière est à sec depuis 2000, sauf pour quelques brèves périodes, principalement en raison de la sécheresse et du manque de régulation de l'agriculture,. En 2021, des manifestations pour exiger des autorités des solutions pour faire revenir l'eau dans la rivière sont organisées, notamment par les paysans de la région.

### Climat

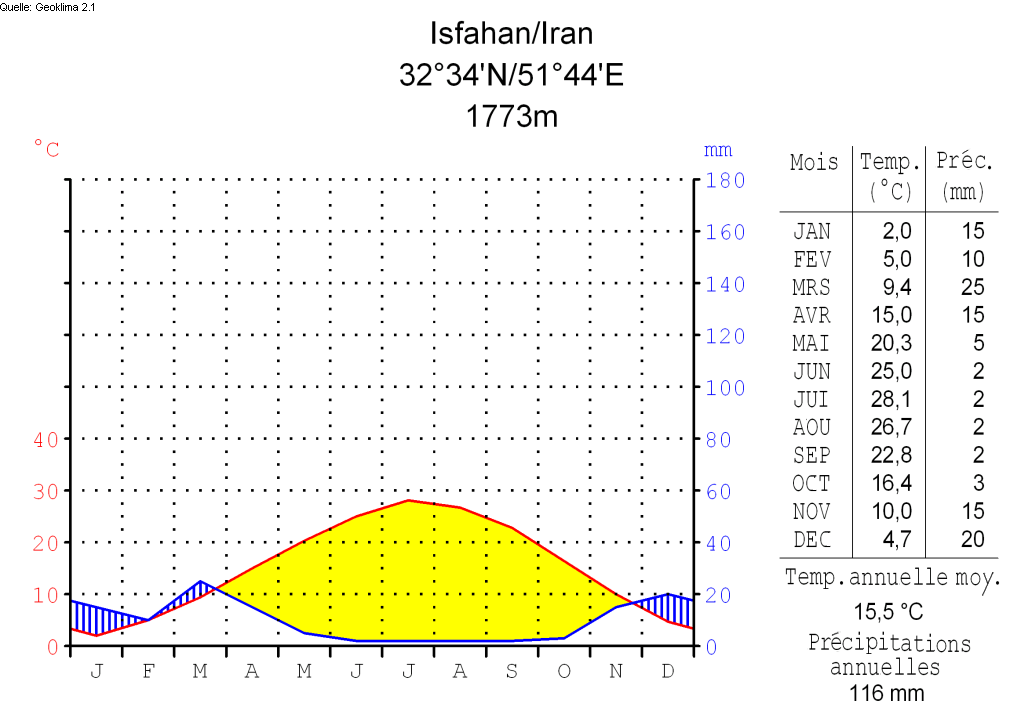
Diagramme climatique de la région d'Ispahan.

Le climat d'Ispahan et de la région qui l'entoure est semi-désertique avec une période de sécheresse s'étendant d'avril à novembre. Les précipitations moyennes annuelles sont de 130 millimètres, la plupart ayant lieu durant les mois d'hiver, entre décembre et avril, sous forme de neige ou de pluie. Durant l'été, il n'y a aucune précipitation. L'écart entre l'été et l'hiver est sensible, avec une moyenne de 30 °C en juillet et de 3 °C en janvier. L'évapotranspiration potentielle annuelle est de 1 500 millimètres par an, rendant toute forme d'agriculture impossible sans irrigation.
| Mois                                    | Jan   | Fév   | Mar  | Avr  | Mai  | Jui  | Jui  | Aou  | Sep  | Oct  | Nov  | Déc  | Année |
| Moyenne des températures minimales (°C) | -2,7  | -2,2  | 3,8  | 7,2  | 12,7 | 16,6 | 18,8 | 17,2 | 12,2 | 7,2  | 1,6  | -1,1 | 7,6   |
| Moyenne des températures maximales (°C) | 10    | 11,1  | 17,7 | 22,7 | 28,3 | 35   | 37,2 | 35,5 | 32,7 | 25,5 | 17,2 | 11,1 | 23,6  |
| Température min. absolue (°C)           | -13,8 | -13,3 | -5,5 | -2,2 | 5,5  | 12,7 | 11,1 | 10,5 | 6,6  | -2,7 | -7,7 | -8,8 | -13,8 |
| Température max. absolue (°C)           | 21,1  | 18,8  | 23,8 | 31,1 | 35   | 42,2 | 41,1 | 41,6 | 38,3 | 32,7 | 23,8 | 18,3 | 42,2  |
| Précipitations (en mm)                  | 22    | 11    | 15   | 9    | 8    | 1    | 0    | 1    | 1    | 1    | 9    | 17   | 95    |
| Jours de pluie                          | 2     | 1,2   | 1,4  | 1,0  | 0,8  | 0,2  | 0    | 0,2  | 0,3  | 0,3  | 0,9  | 1,6  | 9,9   |
| Jours de gel                            | 23    | 22,2  | 5,2  | 0,4  | 0,0  | 0,0  | 0,0  | 0,0  | 0,0  | 0,7  | 10,6 | 21,7 | 83,8  |
| Source : Météo France                   |       |       |      |      |      |      |      |      |      |      |      |      |       |

### Géographie administrative

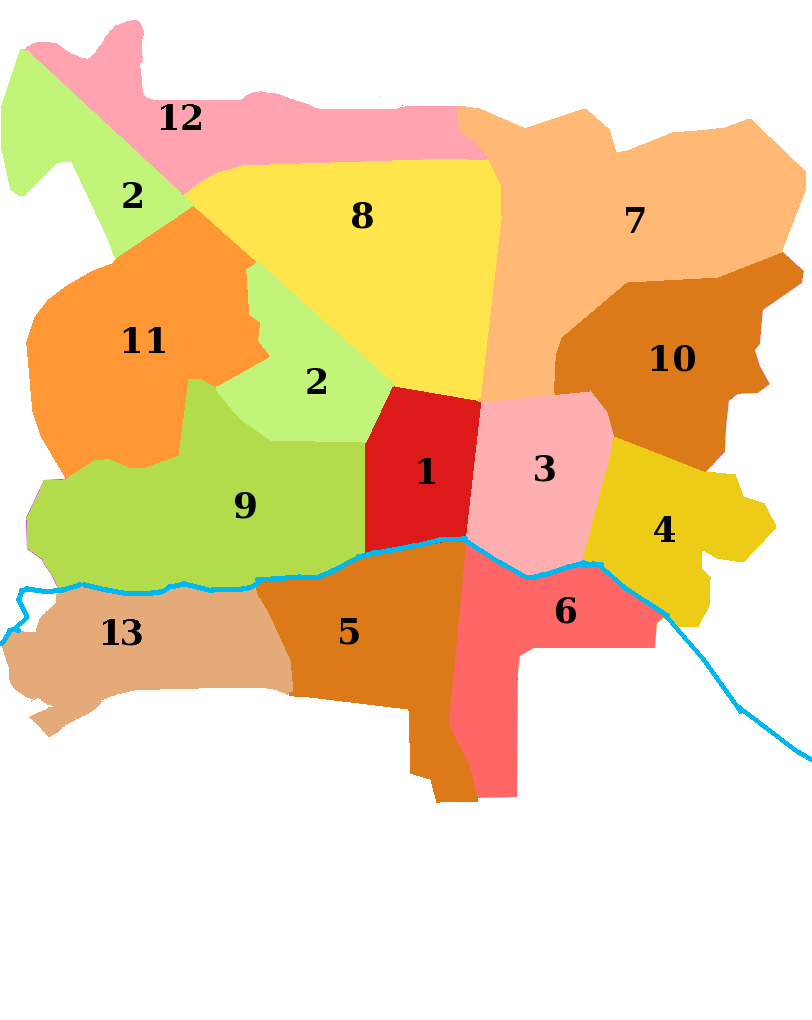
Situation des onze arrondissements

La ville d'Ispahan est divisée en onze arrondissements (mantagheh), chacun doté d'un centre administratif. De plus, depuis le développement de la ville et son extension au cours du XXe siècle, les villes de Nadjafabad, Khaneh Isfahan, Khomeynichahr, Chahinchahr, Zarrine-Chahr et Fulad-e Mobarakeh font désormais partie de la zone métropolitaine d'Ispahan.
| Arrondissement | Superficie (km2) | Population (habitants) | Densité (h./km2) |
| -------------- | ---------------- | ---------------------- | ---------------- |
| 1              | 8                | 176 000                | 22 000           |
| 2              | 27               | 67 325                 | 2 494            |
| 3              | 11               | 118 000                | 10 727           |
| 4              | 28               | 110 587                | 3 950            |
| 5              | 41               | 270 000                | 6 585            |
| 6              | 11               | 117 589                | 10 790           |
| 7              | 46               | 189 259                | 4 114            |
| 8              | 85               | 285 000                | 3 353            |
| 9              | 23               | 64 141                 | 2 789            |
| 10             | 23               | 210 000                | 9 130            |
| 11             | 11               | 55 000                 | 5 000            |
| Total          | 279              | 1 657 901              | 5 942            |

## Histoire

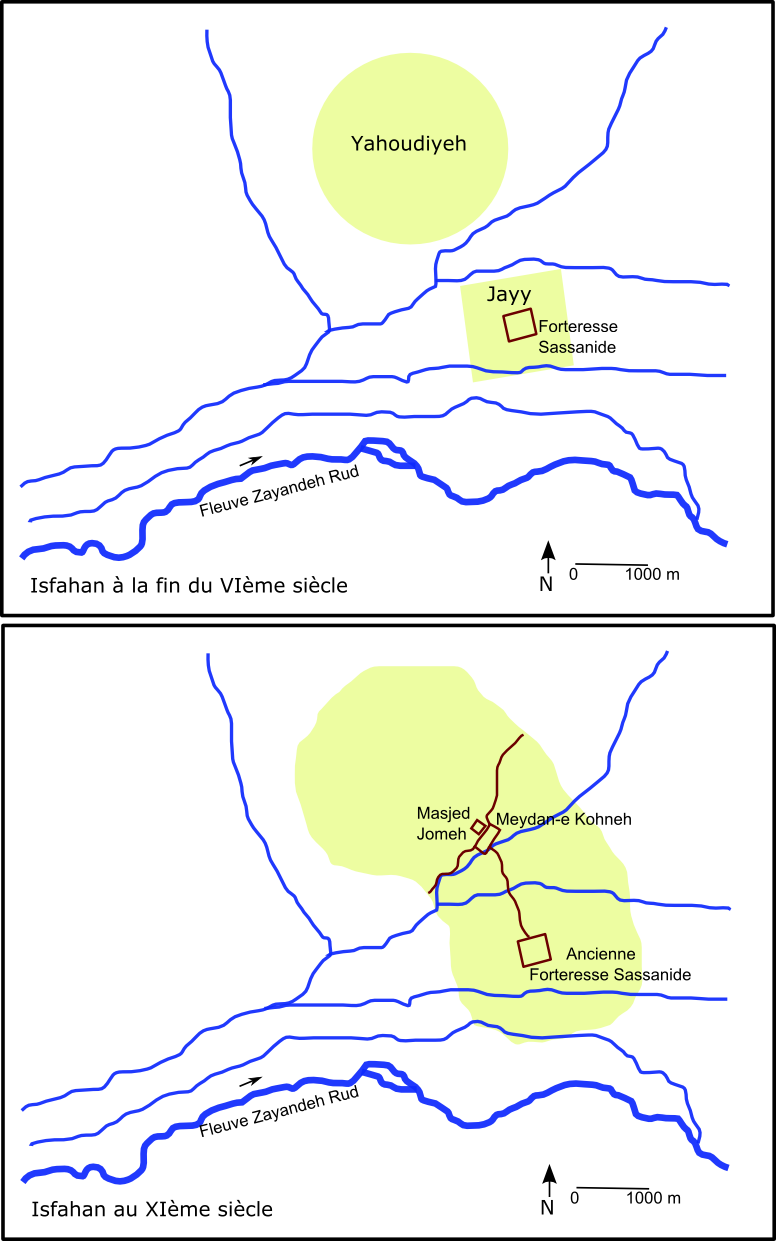
Deux schémas de la ville à la période pré-séfévide.

### Période préislamique
La période à laquelle a été fondée Ispahan est encore incertaine, mais les historiens s'accordent à dire qu'au vu de sa situation privilégiée au centre du plateau iranien, la ville d'Ispahan serait un des premiers centres urbains qui a été établi dans cette région. Une ville nommée Gabai ou Aspadana, dont l'existence est attestée par des sources achéménides, pourrait être antérieure à Ispahan, mais cette hypothèse n'a pas été démontrée archéologiquement. En revanche, il est admis qu'Ispahan était le centre d'une des provinces de l'Empire sassanide ; un siège militaire au centre de l'Empire et qui se serait appelé Aspahan, nom qui est attesté par des inscriptions sur des pièces sassanides datant du IVe siècle.
Des informations sur la ville d'Ispahan à l'époque préislamique sont données par des historiens et géographes arabes des débuts de la période islamique. Ispahan consistait alors en deux sites peu éloignés : Jay ou Jayy, le siège des gouverneurs sassanides, et Yahoudiyeh (ou Yahudiyeh), la ville juive. Alors que Jayy servait de centre administratif et militaire, Yahudiyeh accueillait les habitations du peuple. Un ensemble de villages prospère tout autour de Yahudiyeh dans l'oasis que formait cette zone (Yaran, Khushiinan, Karan, Televajgun, Khujan, Sunbulan, Ashicaban et Felfelan). Un second satellite était situé à quatre kilomètres des premiers avec deux villages nommés Juzdan et Lublan.
La fondation de la ville de Jayy est sans aucun doute attribuable aux Sassanides. Heinz Gaube suggère que c'est Khosro Ier qui aurait fait construire des bâtiments à l'intérieur de l'enceinte fortifiée qui possédait des tours tous les quarante ou cinquante mètres ainsi que quatre portes situées sur la trajectoire saisonnière du soleil (nommées Khur, Isfis, Tir et Yahoudiyeh). La structure de Jayy, d'après les historiens arabes, comportait déjà une place centrale et un marché situé à proximité.
Le nom Yahoudiyeh a pour origine le peuplement juif de la ville. Son origine est plus ancienne que celle de Jay. Certaines sources disent que la ville aurait été fondée par une reine sassanide qui y aurait installé des familles juives. D'après d'autres sources, la colonie juive daterait du temps de Nabuchodonosor II, quand des Juifs se seraient installés dans un endroit appelé Ashkahan, qui est toujours le nom d'un des quartiers du vieil Ispahan. Il est également très probable que l'empereur sassanide Chapour Ier ait déporté plusieurs milliers de familles juives depuis l'Arménie jusqu'à Ispahan vers 386 de notre ère, afin de pouvoir asseoir son pouvoir sur l'Arménie.

### Développement urbain de la période islamique
En 644, des troupes arabes originaires de Bassorah conquièrent aisément les centres urbains de Jay et de Yahudiyeh à Ispahan dont la défense était peu organisée. Des accords sont passés pour épargner la vie des habitants et sécuriser leurs possessions en échange du paiement d'un tribut. Les arabes installent alors une garnison à Jayy qui perd alors son importance politique.
Le gouverneur abbasside de la région établit son siège à Khāshinan à partir de 772, un des villages de la périphérie d'Ispahan situé à proximité de Yahudiyeh. C'est à cette époque que la première mosquée est construite. Peu après, l'extension de Khāshinan comme de Yahudiyeh conduit à leur réunion : la construction d'une Masjed-e Jomeh (« Mosquée du Vendredi ») est nécessaire et un bazar est établi à partir de 773.
En 935, les Bouyides, une dynastie musulmane d'origine iranienne, prennent Ispahan. Ils entreprennent la fortification de la ville pour en faire un centre politique de leur territoire : murs de fortifications à douze portes, mosquées, citadelle, bibliothèque et agrandissent le bazar. À cette époque, les différents quartiers de la ville fortifiée correspondent aux anciens villages de l'oasis d'Ispahan.
Au cours de l'invasion des Seldjoukides et des guerres qui s'ensuivent avec les Bouyides, Ispahan est détruite. La ville est prise par Toghrul-Beg au début du XIe siècle. C'est Malik Chah qui reconstruit Ispahan et en fait sa capitale après son accession au pouvoir en 1073, remplaçant ainsi Ray à ce statut. Cette époque, sous l'impulsion de Nizam al-Mulk (le célèbre vizir de Malik Chah), est une période de grande prospérité pour la ville. Les revenus de l'immense empire seldjoukide sont utilisés pour faire de la ville un centre artistique et scientifique important. Des écoles comme la Nizamiyyah ou la Ibni-Sina sont alors fondées et rayonnent dans la civilisation islamique ; Omar Khayyam dirige l'observatoire d'Ispahan à partir de 1074 et créé le calendrier persan qui est encore utilisé aujourd'hui.
La place centrale de la ville seldjoukide est l'actuelle Vieille Place d'Ispahan, située à l'emplacement d'une grande place de l'époque pré-islamique, à proximité du bazar et de l'actuelle Mosquée du Vendredi. Les Seldjoukides embellissent la ville et quelques bâtiments de l'époque subsistent encore : en plus de la Mosquée du Vendredi, on peut citer les tombes de Malik Chah et de Nizam al-Mulk et les minarets Ali, Sarban, Paminar, Ziyar et des Quarante Filles.
Ispahan est prise par les Mongols vers 1244, mais elle ne souffre pas de destructions ; elle garde son importance et son activité économique en conservant le statut de capitale régionale. En 1387, Ispahan est mise à sac par Tamerlan. Celui-ci, au cours de ses conquêtes, rencontre de la résistance de la part de la ville qui se rebelle et refuse de payer le tribut qu'il veut imposer. En représailles, il ordonne à son armée de lui livrer les têtes de 70 000 Ispahanais avec lesquelles il fera construire une colonne faite de leurs crânes,.

### Ispahan, capitale de l'Iran des Séfévides

Ispahan à l'époque séfévide.

Roi en 1588, Abbas Ier s'intéresse rapidement à la ville, qui avait perdu tout l'éclat qu'elle avait connu à l'époque Seldjoukide, ne s'étant jamais relevée des dévastations commises par Tamerlan quelques siècles auparavant. Il désire faire d'Ispahan un centre culturel qui éblouira les voyageurs occidentaux (c'est en effet à l'époque séfévide que se sont développés les liens diplomatiques avec les pays occidentaux), mais aussi déplacer la capitale de son royaume de Qazvin à Ispahan (ce qu'il finit par faire en 1598, après que la ville fut devenue un lieu privilégié par Abbas « pour la récréation, spécialement la chasse »), préférant un emplacement moins exposé aux menaces de l'empire Ottoman et également plus central dans l'Iran unifié par son ancêtre Ismaïl Ier, premier roi séfévide et qui avait décidé la conversion de l'Iran au chiisme duodécimain.
En urbaniste « rigoureux et autoritaire », Abbas commence par déplacer de force plusieurs milliers d'Arméniens depuis Djolfa (au Nord-Ouest de l'Iran), où ils étaient harcelés par les Turcs ottomans, et les installe dans un quartier de l'autre côté du Zayandeh Roud, les autorisant à construire leurs églises et comptant se servir de leurs talents de négociants. Il planifie lui-même l'urbanisme d'Ispahan, en s'inspirant peut-être de la ville de Hérat, alors encore centre culturel de l'Iran (ville se trouvant aujourd'hui en Afghanistan). En 1590, Chah Abbas fait commencer les travaux de la place Naghch-e Djahan (« le modèle du monde »), à l'est d'un jardin seldjoukide du même nom, destinée à reprendre les fonctions principales de la Vieille Place, : une porte mène vers le bazar, qui est agrandi pour arriver jusqu'à l'extrémité nord de la place, qui mesure 512 mètres de long sur 159 mètres de large et sera entourée à l'ouest par un complexe palatial à l'emplacement du jardin seldjoukide, auquel on accède par l'Ali Qapou (« la haute porte », achevée en 1615 avant les travaux de 1644), au sud par la Mosquée du Chah (dont la construction commença en 1611-1612) et à l'est par la mosquée du Cheikh Lotfallah (terminée en 1618-1619). Autour de la place sont construits des magasins sur deux étages sur tout l'espace laissé libre entre les bâtiments, entouré d'un passage couvert comme dans les bazars. L'aile occidentale est consacrée aux entrepôts fournissant les magasins royaux (biens de luxe, or et bijoux), et l'aile sud aux libraires, relieurs et marchands de cuir ; les marchands d'artisanat se concentrent dans l'aile est et l'aile nord accueille les lieux publics (cafés et hôtels).
En 1596, Chah Abbas fait aussi commencer la création du Tchaharbagh, une large avenue plantée d'arbres (majoritairement des platanes et des peupliers) partant de l'ouest des palais vers le sud-est en direction de la rivière Zayandeh. Cette avenue d'apparat, longue d'environ 1 600 mètres, débute à la place Djahan-Nama (en persan : جهان‌نما / Jahân-Namâ, « vue sur le monde ») ; elle est bordée de palais et de résidences royales ou appartenant à des membres de la cour, se prolonge jusqu'au pont Allahverdi Khan et au-delà de la rivière jusqu'au jardin de Mille arpents, construit sur un carré de 116 mètres de côté environ,. Le boulevard était alors bordé de chaque côté par des jardins clos rectangulaires, appelés « Jardins des Vizirs », de taille équivalente et d'une profondeur par rapport au boulevard d'environ 180 mètres. Ces jardins étaient possédés par des membres éminents de la cour et avaient tous un pavillon en leur centre.
Dans le quart nord-ouest de la ville nouvellement créée, de nouveaux quartiers voient le jour selon une trame composée de grands ilôts rectangulaires. De l'autre côté de la rivière, dans le quartier appelé « la Nouvelle-Djolfa », les Arméniens établissent leur quartier selon une trame souple qui laisse de l'espace aux jardins, aux vignes et aux champs de blé et de pavot (les Arméniens qui étaient chrétiens ne pouvaient pas habiter la ville et étaient les seuls autorisés à produire de l'alcool). Dans le quart sud de la ville s'établit la minorité zoroastrienne de la ville. Autour de la vieille ville médiévale, les faubourgs s'étendent de manière beaucoup plus informelle. Le remodelage complet de la ville permet alors de distinguer le « vieil Ispahan » et ses ruelles tortueuses du « nouvel Ispahan ». Stierlin dit d'ailleurs d'Ispahan que c'est une « création artificielle d'un monarque épris de beauté qui sut manier ses desseins grandioses avec les données préexistantes ».
Dans ce cadre urbain, le Shah Abbas Ier orchestre de grandes fêtes collectives auxquelles participent l'ensemble de la population, notamment son entrée triomphale après la prise de Baghdad sur les Ottomans en 1624. Ces fêtes et le cosmopolitisme de la ville sont décrits par le marchand russe Fédot Afanassiévitch Kotov dans son Itinéraire de Moscou au royaume de Perse commandé par le ministère des Finances de la nouvelle dynastie Romanov en vue de développer les relations diplomatiques et commerciales entre la Russie et la Perse contre l'Empire ottoman.
Ispahan devient effectivement la métropole des arts et des sciences islamiques et le centre de la culture spirituelle en Iran. Des penseurs iraniens de la renaissance séfévide qui apparaissent à cette époque, parmi lesquels figurent Mir Damad, Molla Sadra Chirazi, Radjab Ali Tabrizi ou encore Qazi Saïd Qommi, sont regroupés sous l'appellation d'« École d'Ispahan ». Au cours du XVIIe siècle, Ispahan compte, d'après les voyageurs de l'époque, plus de six cent mille habitants et est sans doute une des plus belles villes du monde. Abbas Ier meurt en 1629, et les souverains séfévides qui lui succèdent continuent à embellir la ville : le palais de Hacht-Behecht est construit par Chah Soleiman en 1670, et l'École de Tchaharbagh par Chah Hossein au début du XVIIIe siècle. La ville comptera jusqu'à 162 mosquées, 48 écoles coraniques, 182 caravansérails et 173 bains publics à la fin du XVIIe siècle, à la veille de l'invasion afghane.

### De la capitale détruite à la modernisation
La capitale des Séfévides a toujours été considérée par ses contemporains comme une ville à l'image du paradis ; comme l'en attestent les nombreuses références iconographiques et textuelles.

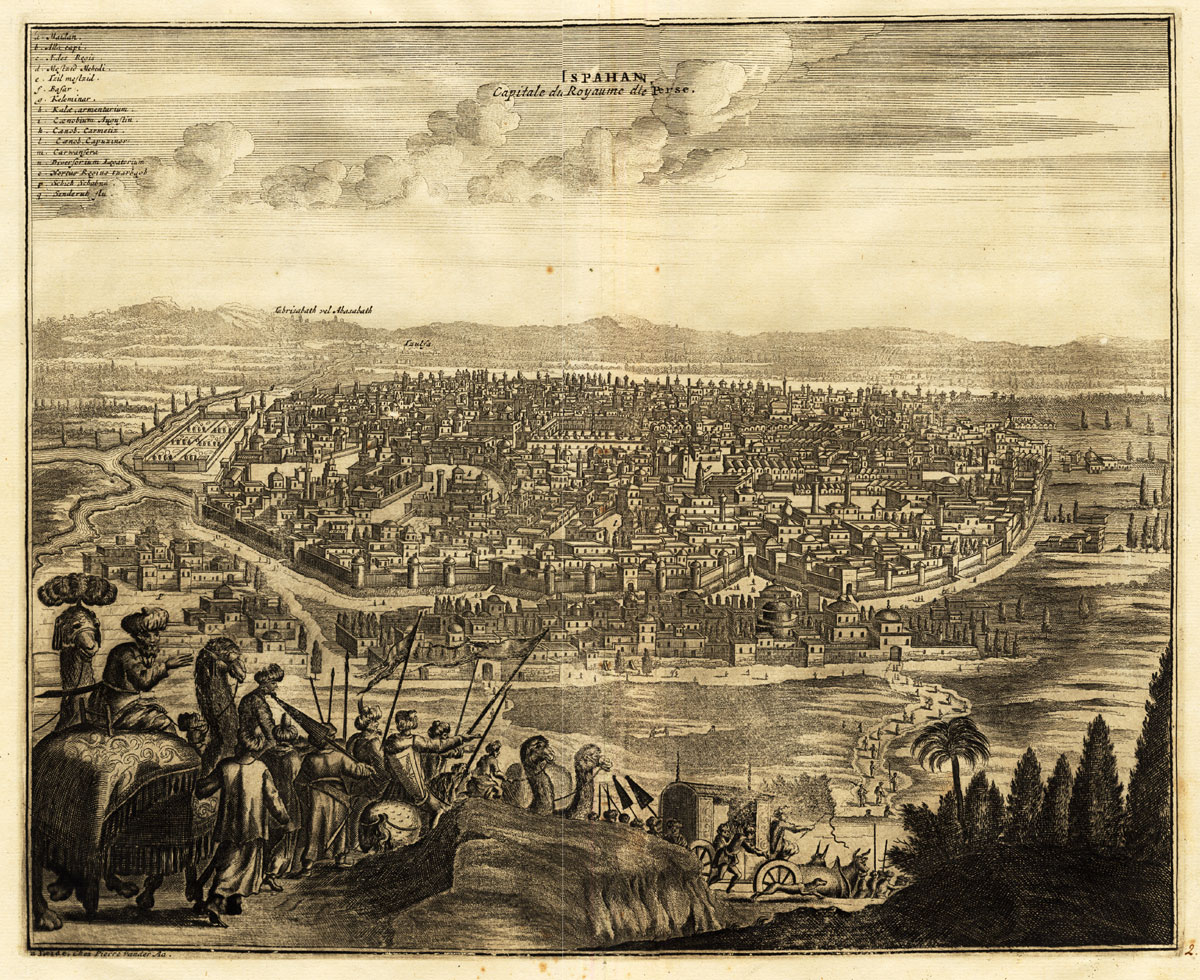
Ispahan vers 1725.

Pendant les dernières années du règne de Chah Hossein, les Afghans Hotaki se révoltent contre son cousin, gouverneur de Kaboul. Après avoir tué celui-ci, les Afghans font le siège d'Ispahan qu'ils prennent en 1722. La ville est alors partiellement détruite et cesse d'être la capitale de l'Iran à partir de cette époque. La population diminue alors très fortement. Lorsque le comte de Gobineau visite la Perse au milieu du XIXe siècle, il écrit que la ville ne contient plus que cinquante à soixante mille habitants et que « les ruines y abondent, et des quartiers entiers ne montrent que des maisons et des bazars écroulés ».

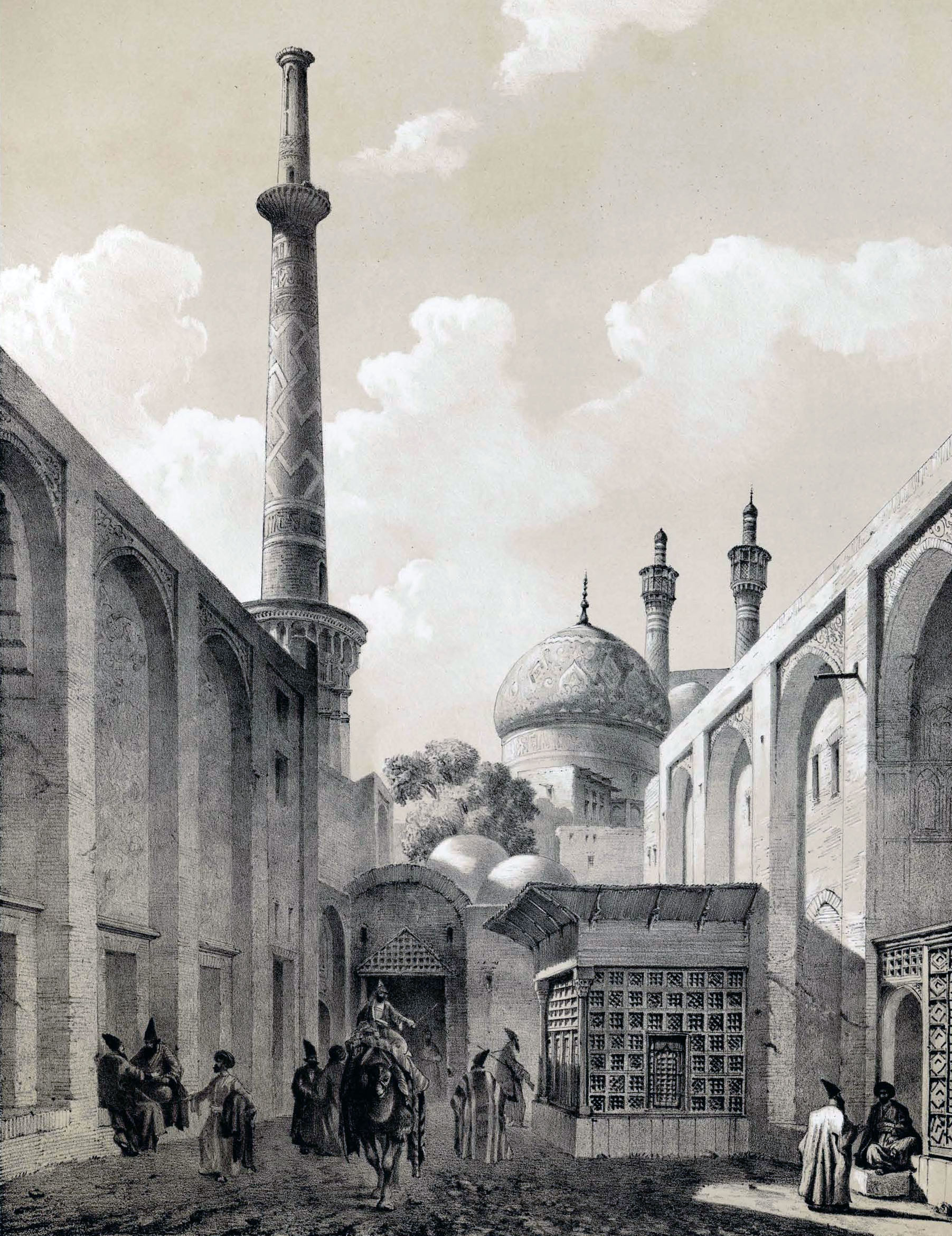
Vue d'Ispahan vers 1840 par Eugène Flandin.

La ville est cependant toujours couverte de jardins à l'époque qadjare et elle est toujours comparée au paradis. La métaphore de khold-e barin/khuld-i barin ou khold-e paikar (« le paradis le plus haut ») est utilisée à cette époque pour désigner Ispahan. Cette expression a été utilisée par Rostam al Hukama, chroniqueur natif d'Ispahan, qui désigne Ispahan comme égale au khold-e barin à l'époque de sa conquête par Agha Mohammad à la fin du XVIIIe siècle. À l'époque qadjare, Ispahan est le siège du gouverneur de la province : le plus célèbre est Zell-e Soltan, un des fils de Nassereddine Chah. Zell-e Soltan (« l'ombre du Roi ») restera gouverneur d'Ispahan de 1874 à la révolution constitutionnelle. Le gouverneur règne durement sur la province d'Ispahan (il est également gouverneur du Fars et de Mazandaran jusqu'en 1888) et la ville est en proie à des troubles, soit à cause de la condition économique du pays, soit à cause de luttes entre les oulémas et le prince pour s'assurer du pouvoir en ville. Ispahan connaît par exemple la famine en 1869-1872. Ispahan étant également une ville où la population baha'ie est importante après 1874, la politique de persécution des baha'is par les oulémas chiites et le gouvernement fait également partie des troubles que connaît la ville : un soulèvement baha'i a lieu en 1874, des pogroms dirigés contre ceux-ci sont organisés en 1903. L'état de décrépitude de la ville est décrit par Jane Dieulafoy dans les années 1880 pour les lecteurs francophones. La ville d'Ispahan, tout au long de l'époque qadjare, reste cependant une ville provinciale importante comme l'atteste son importance économique ou artistique. En 1891, un consulat général du Royaume-Uni est ouvert à Ispahan.
La ville d'Ispahan et sa région sont impliquées dans la révolution constitutionnelle de l'Iran. Déjà, avant la révolution elle-même, des manifestations de marchands ispahanais ont lieu dans la ville entre 1900 et 1905. En 1906, après la création du Parlement iranien, le Conseil provincial d'Ispahan est fondé, siégeant périodiquement dans la ville. Initialement appelé Andjoman-e moqaddas-e melli-ye Esfahān (« Conseil national sacré d'Ispahan »), son nom devient Andjoman-e velāyati-ye Esfahān (« Conseil provincial d'Ispahan »). Son objectif est alors de consolider les premiers acquis de la révolution constitutionnelle et d'œuvrer pour la ville et l'économie de la région. Le 5 janvier 1909, en pleine révolution constitutionnelle, les Bakhtiaris s'emparent de la ville avec un groupe de mille hommes conduits par Samsam os-Saltaneh. Ce coup de force de la part des Bakhtiaris, qui se sont rangés du côté des constitutionnalistes, vise à assurer que leurs voix seront mieux entendues au sein du gouvernement central. La prise de pouvoir par les forces tribales dans les provinces iraniennes force les Britanniques à envoyer des troupes à Ispahan en 1910–1911.

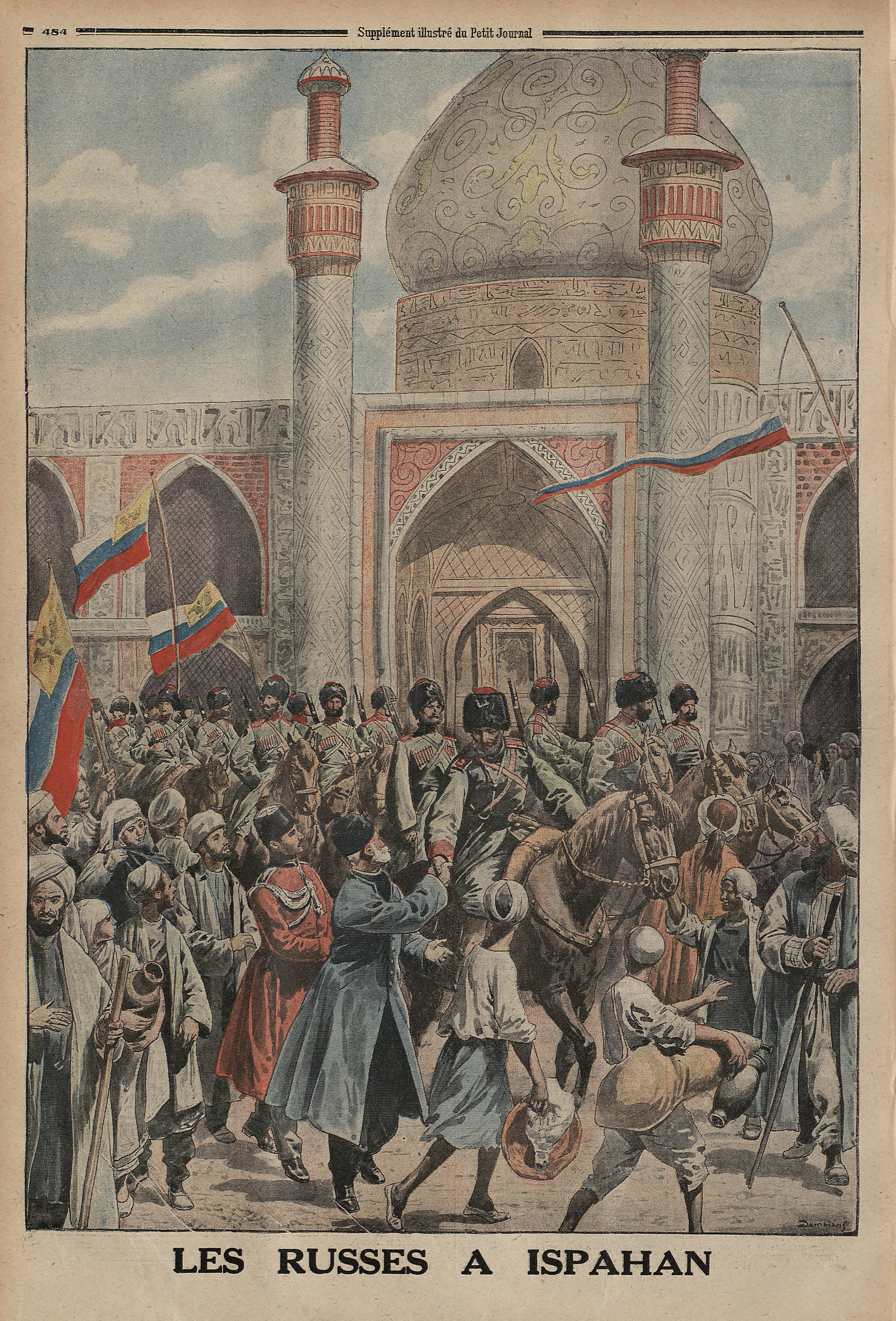
Couverture du Petit Journal du 23 avril 1916 intitulée « Les Russes à Ispahan ».

Après la Convention anglo-russe de 1907, Ispahan est affectée à la zone d'influence russe. En 1916, à la suite des troubles politiques qui suivent la révolution constitutionnelle, Sir Percy Sykes, à la tête des South Persia Rifles, organise un défilé militaire conjoint avec les troupes russes sur la place Royale afin de montrer l'alliance entre les deux puissances qui soutiennent le pouvoir royal en Perse.
Après la prise de pouvoir de Reza Chah en 1925 et son programme de modernisation de l'Iran, une trame de larges boulevards est construite à Ispahan comme dans toutes les grandes villes d'Iran dans cette période. Ces boulevards sont percés à travers le tissu urbain existant. La ville et sa région souffrent une nouvelle fois de la famine en 1929–1930 à cause d'un hiver très rigoureux.

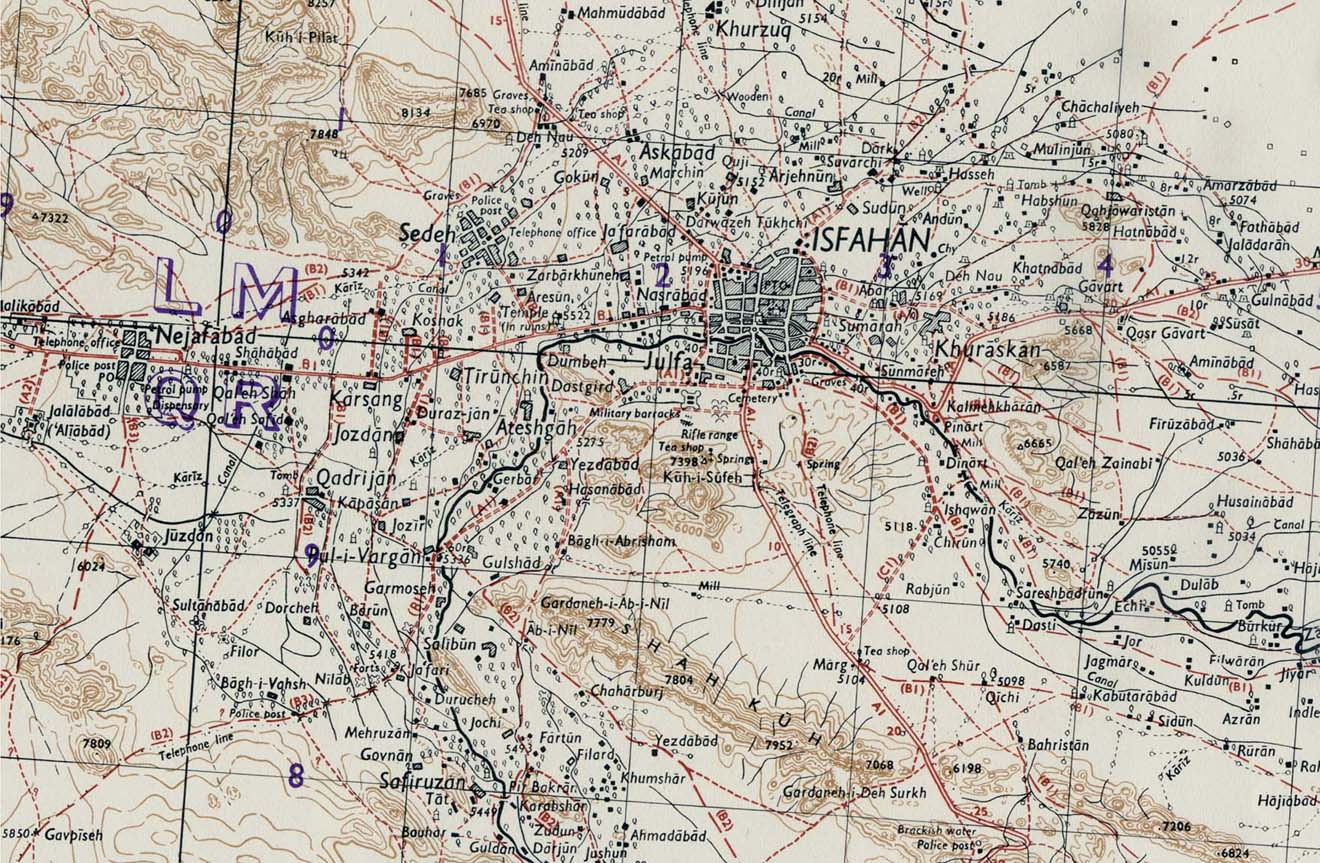
Carte d'Ispahan et de sa région en 1942.

La ville s'industrialise dans les années 1930 : des usines de papier, de ciment et de sucre sont construites avec l'assistance technique allemande. Les usines (textile par exemple) sont construites sur l'emplacement de jardins séfévides sur Chāhār bāgh-e Bālā, du côté sud du Zayandeh Roud.
Les premiers plans d'urbanisation sont mis en place dans les années 1950–1960 dans tout l'Iran. Le besoin de construire des routes de manière planifiée se fait alors fortement ressentir car la circulation automobile a beaucoup augmenté. Sous le troisième plan de développement du pays (1962-1968), un plan général d'urbanisation d'Ispahan est mis au point par l'architecte français Eugène Beaudouin et Organic Consultants (une société iranienne) selon des méthodologies occidentales. Ce plan vise à rationaliser le réseau routier, l'utilisation du sol et la hauteur des bâtiments. Il prévoit de construire un réseau de rues et d'avenues rectangulaires sans aucune considération pour le patrimoine architectural. Ce plan prévoit également de doter chaque bloc d'un centre résidentiel et d'espace pour des écoles. À part les axes routiers majeurs, ce plan ne sera pas réalisé complètement. Un autre plan d'urbanisation a été réalisé dans les années 1980 par Naqsh-e Jahan Pars Consultants ; celui-ci visait à mieux respecter la structure historique de la ville.

Carte de Ispahan au début du XXIe siècle.

Depuis la seconde moitié du XXe siècle, la ville d'Ispahan a vu sa population augmenter fortement et a absorbé les villes et villages de l'oasis pour former une métropole de plus de 1 600 000 habitants. Trois villes ont été bâties autour d'Ispahan depuis la révolution iranienne : Baharestan, conçue pour 500 000 habitants, Madjlessi, conçue pour 300 000 habitants, et Foulad Shahr, conçue pour les ouvriers de deux grandes usines situées en banlieue d'Ispahan.
Le 29 janvier 2023, une usine d'armement est attaquée par des drones d'origine inconnue à Ispahan.
Le 19 avril 2024, en réponse aux frappes de drones et de missiles iraniens en Israël dans un contexte d'affrontements modérés entre les deux pays, l'armée de l'air israélienne mène des frappes aériennes ciblant un site radar de défense aérienne sur une base aérienne près d'Ispahan.

## Population ispahanaise et société

### Démographie
D'après les récits des voyageurs occidentaux au XVIIe siècle, Ispahan était la ville la plus peuplée d'Iran avec des estimations entre 200 000 et 500 000 habitants. Le premier recensement officiel de la population d'Ispahan a eu lieu en 1870 et donne une population de 76 000 habitants. Le recensement suivant, considéré comme plus fiable, donne une population de 204 000 habitants. Les données sont considérées comme fiables par H. Zanjani à partir du recensement de 1956. Les chiffres recueillis lors des recensements décennaux montrent une multiplication par cinq de la population entre 1956 et 1996.
|                   | 1957    | 1967    | 1977    | 1987    | 1992      | 1997      | 2007      |
| Population (hab.) | 254 708 | 424 045 | 661 510 | 986 753 | 1 122 703 | 1 266 072 | 1 600 554 |

| | 1950 - 1965 | 1965 - 1970 | 1970 - 1975 | 1975 - 1980 | 1980 - 1985 | 1985 - 1990 | 1990 - 2000 | 2000 - 2005 |
| Taux de croissance de la population (%) | 5,12        | 6,38        | 6,85        | 3,15        | 1,76        | 2,21        | 2,33        | 2,11        |
| Source : Population Division of the Department of Économic and Social Affairs of the United Nations Secretariat, World Population Prospects : The 2004 Revision and World Urbanization Prospects : The 2005 Revision. accéder en ligne |             |             |             |             |             |             |             |             |

#### Communication et planning familial
Le projet de communication d'Ispahan (Isfahan Communication Project), mené entre 1970 et 1972 à Ispahan et dans toute la province, a permis de préparer une action de communication massive et d'étudier l'impact de cette campagne sur les pratiques liées au planning familial. Cette initiative s'inscrit dans le cadre du programme de planification familiale mis en place par le gouvernement à partir de 1967. La conception et le déploiement de ce projet ont permis de tester de nouvelles approches et méthodes en lien avec la planification familiale. Cette étude fournit quelques chiffres sur les questions de planification familiale à Ispahan dans les années 1970 : plus de 80 % des personnes ayant répondu aux enquêtes connaissaient un moyen de contraception, et les femmes étaient plus au courant que les hommes. Les chiffres sont encore plus élevés dans la ville même d'Ispahan. Plus de 90 % des hommes et 95 % des femmes approuvent le planning familial à Ispahan en 1970. À la suite des études préliminaires, le programme de communication a fait appel à des medias divers : radio, presse, films, messages diffusés par des camions, expositions. Cette étude a permis de mieux comprendre comment réussir la communication sur un sujet comme la planification familiale dans un pays comme l'Iran.
Ce projet a lieu pendant la période de transition démographique de l'Iran. La fécondité reste élevée en Iran malgré les politiques de développement mises en place à partir des années 1960. La transition démographique de l'Iran s'achève tardivement, au milieu des années 1980, sans connaître de fléchissement dû à l'institutionnalisation de règles religieuses sur la scène politico-juridique iranienne après la révolution de 1979. Marie Lalier-Fouladi a montré que les progrès dans les domaines sociaux et culturels en Iran durant les années 1960-1980 ont été la « clé de voûte » de la baisse de la fécondité. Le projet de communication d'Ispahan est le seul projet de ce type ayant eu lieu en Iran pendant la transition démographique du pays.

### Les Arméniens d'Ispahan

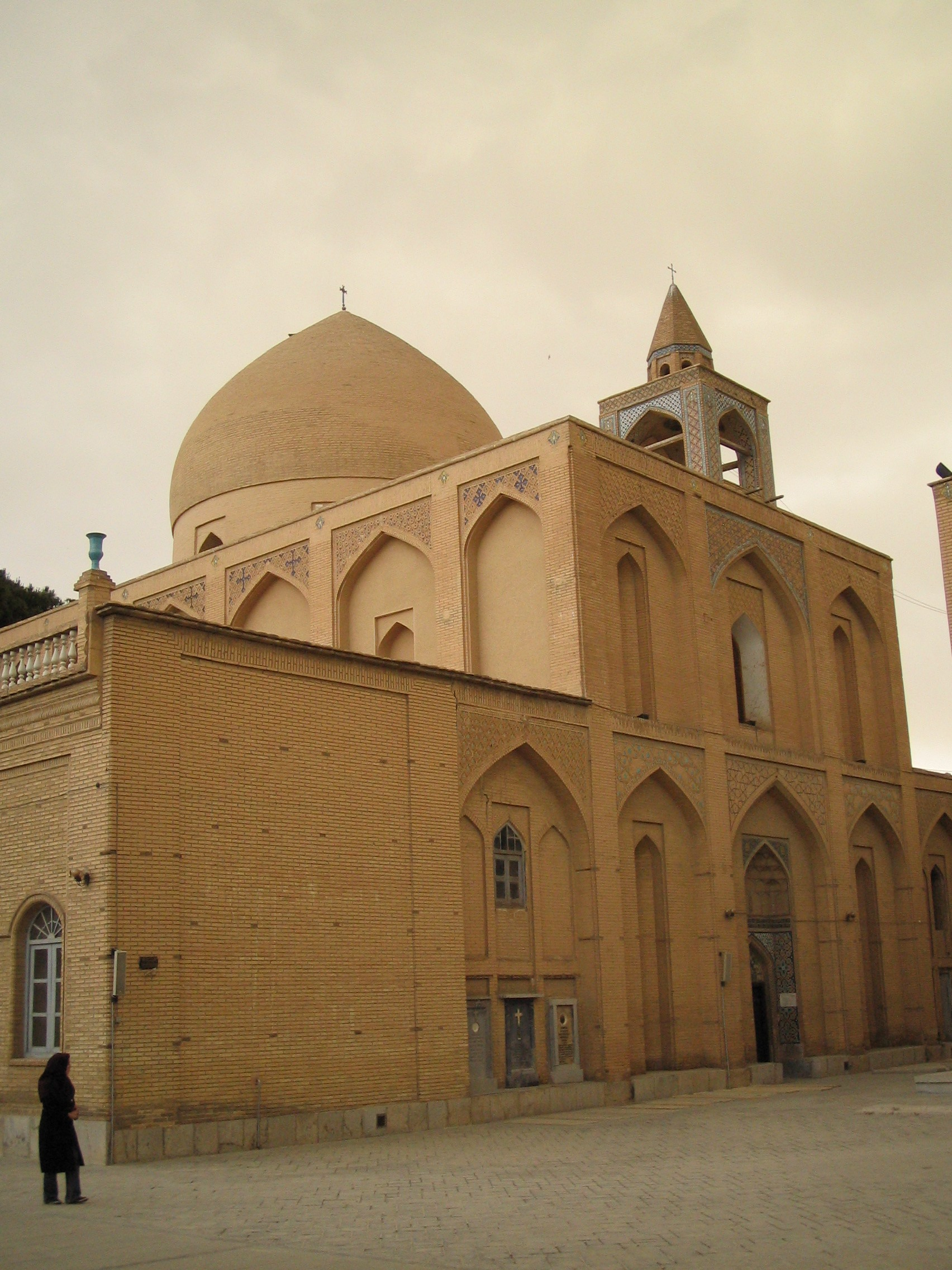
La cathédrale Saint-Sauveur, aussi appelée Kelisa-e Vank.

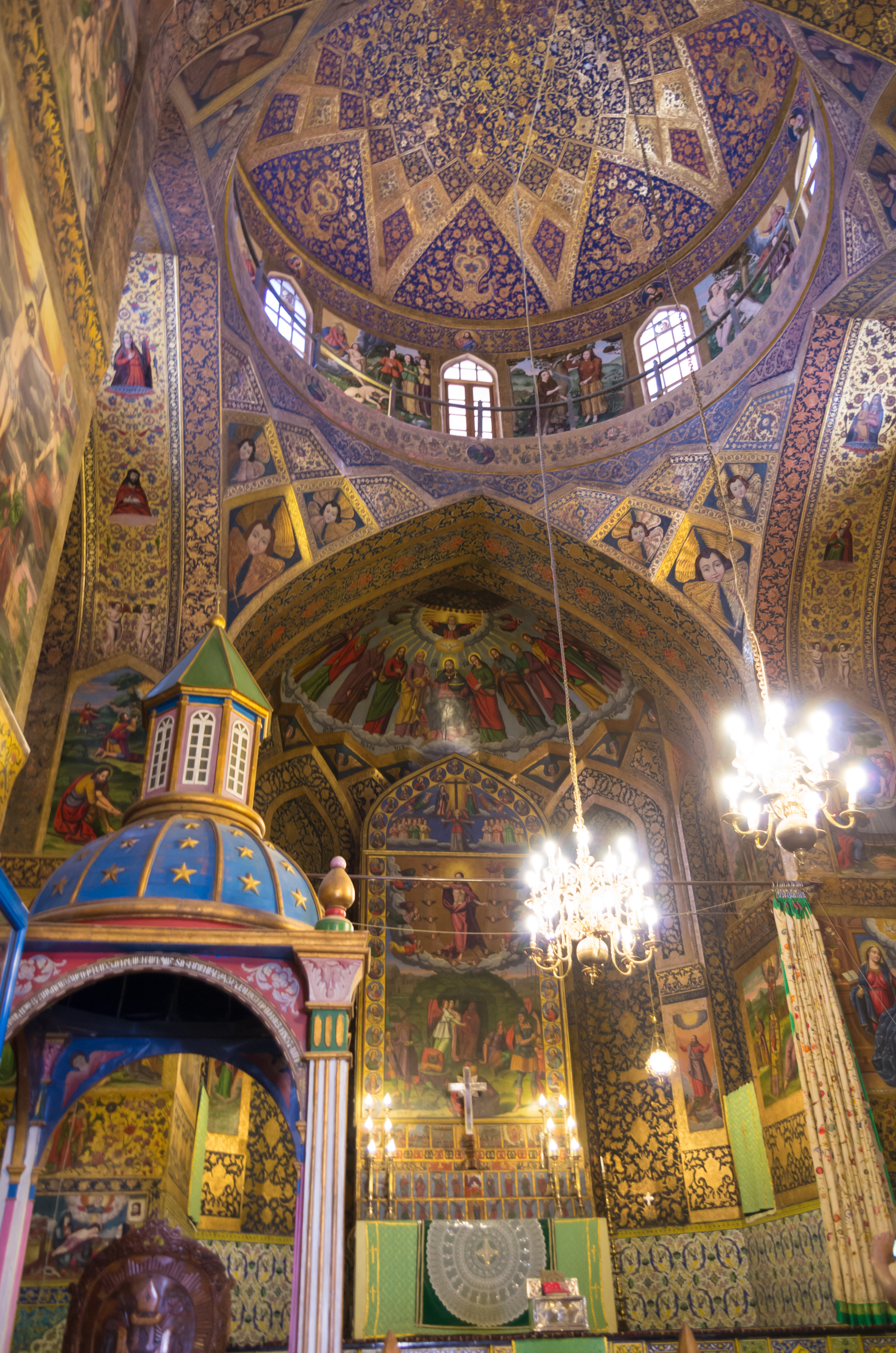
L'intérieur de la cathédrale Saint-Sauveur.

De 1603 à 1605, durant la campagne de chah Abbas Ier en Azerbaïdjan en guerre contre l'empire Ottoman, le souverain perse adopte une politique de la « terre brûlée » pour empêcher l'avancée de l'ennemi. Par ailleurs, il décide de déplacer les populations des régions et villes qu'il traverse. C'est ainsi que des Géorgiens et des Arméniens (au moins 75 000) sont forcés de migrer vers le sud-est. Trois à six mille familles arméniennes qui ont survécu à la déportation s'installent à La Nouvelle-Djolfa (en arménien : Նոր Ջուղա), sur la rive sud du Zayandeh roud. Le quartier arménien est nommé ainsi en mémoire de la ville de Jolfa d'où un très grand nombre des déportés étaient originaires.
Dans ce faubourg, au Sud de la rivière Zayandeh-Rud, ils vivent en quasi-autonomie et participent efficacement au développement de leur nouvelle ville. En édifiant églises, écoles et scriptoriums, en créant une imprimerie, un lieu de théâtre, ils maintiennent harmonieusement leur identité chrétienne et culturelle en terre islamique.
La Nouvelle-Djolfa abrite encore aujourd'hui treize églises arméniennes dont la plus connue est la cathédrale Saint-Sauveur de l'Église apostolique arménienne, nommée Kelisa-e Vank en persan, siège de l'évêque de la ville dépendant du Catholicossat arménien de Cilicie.
Ispahan est aussi le siège d'une éparchie de l'église catholique arménienne appelée Eparchia Hispahanensis Armenorum, érigée le 30 avril 1850 et regroupant quelques paroisses.
Un certain nombre d'Arméniens a émigré dans les années 1980–1990 à la suite de la révolution iranienne de 1979. Ils seraient aujourd'hui minoritaires dans ce quartier, qui garde toutefois son caractère particulier dans la ville d'Ispahan.

### Autres minorités ethniques et religieuses

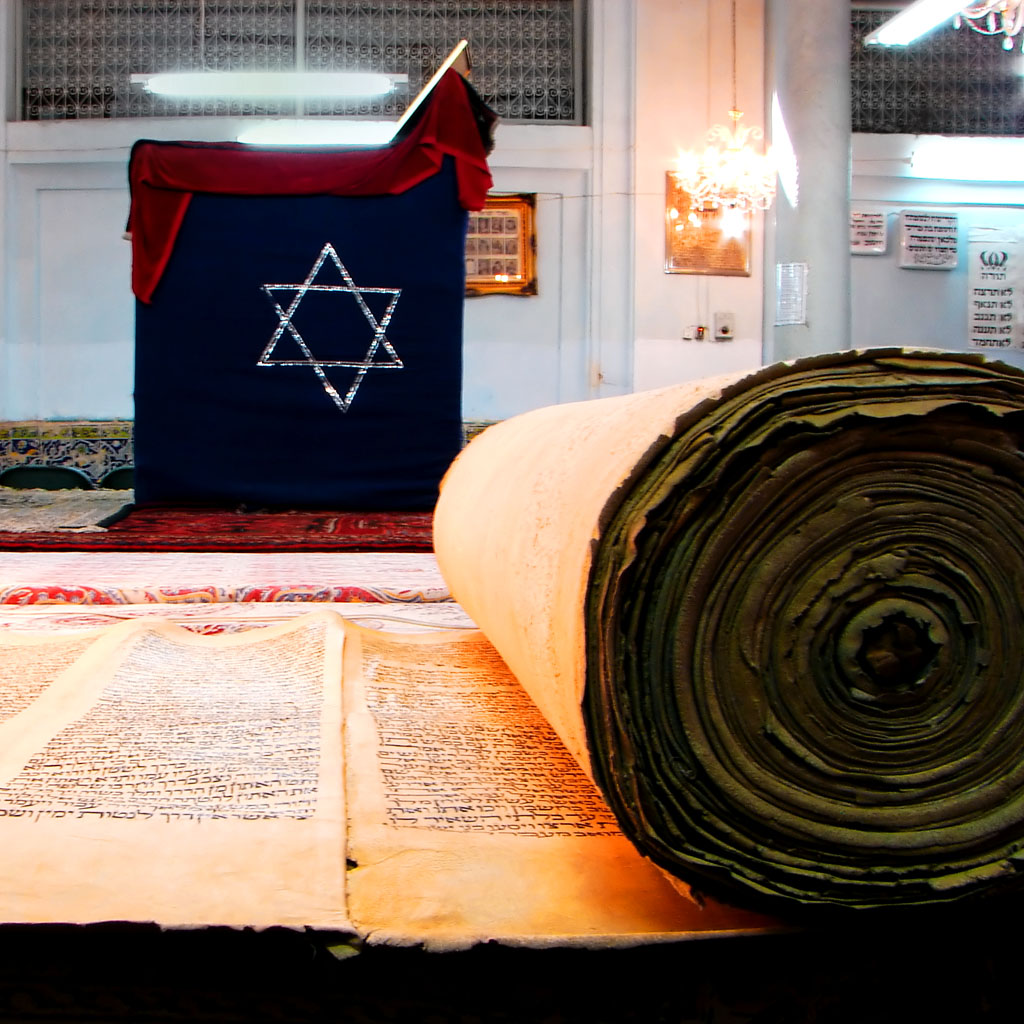
Synagogue « Mollah Yacub », à Ispahan.

Ispahan est également le siège d'un archidiocèse catholique depuis le 1er juillet 1910. Cet archidiocèse catholique était avant 1910 un diocèse, appelé Hispahanensis Latinorum, qui avait été fondé en 1629. Il compte 6 paroisses en 2013.
Il demeure une communauté juive à Ispahan, mais elle s'est fortement réduite : alors qu'elle comptait dix mille membres en 1948 (dont la majorité a émigré en Israël), cet effectif est passé de trois mille personnes à la veille de la révolution iranienne à mille cinq-cents en 2003.
La présence ancienne du zoroastrisme est attestée par le temple du feu d'Ispahan.
Les Bakhtiaris, tribu de langue iranienne du sud-ouest de l'Iran, se sont fixés en partie à Ispahan.

### Enseignement supérieur
Ispahan est une des premières villes d'Iran à développer l'enseignement moderne. Au XIXe siècle, des écoles aux méthodes d'enseignement moderne sont fondées à la suite de Dar-ol Fonoun à Téhéran. Une école de ce type est ouverte à Ispahan en 1882, la madrasa-e homayuni. Dans le même temps, des écoles privées, la plupart du temps fondées par des missionnaires chrétiens, font leur apparition en Iran. Les carmélites étaient déjà présents depuis l'époque de chah Abbas ; les missionnaires catholiques romains, presbytériens et anglicans sont arrivés en Iran en général et à Ispahan en particulier à partir du milieu du XIXe siècle.
Un centre de formation des professeurs, parmi les premiers d'Iran, est ouvert dès 1935 à Ispahan dans le cadre de la standardisation des méthodes d'enseignement en Iran. Une université est créée en 1950 à Ispahan sous l'impulsion du chah Mohammed Reza Pahlavi.
Les universités de la métropole d'Ispahan sont :
- Université d'Ispahan ;
- Université des sciences médicales d'Ispahan ;
- Université de technologie d'Ispahan, une des cinq meilleures d'Iran dans son domaine. ;
- Université d'art d'Ispahan ;
- Université des sciences de la réhabilitation et de la protection sociale ;
- Université libre islamique d'Ispahan ;
- Université islamique libre de Khomeinishahr[58] ;
- Université islamique libre de Khorasegan[59] ;
- Université islamique libre de Mobarakeh ;
- Université islamique libre de Najaf Abad[60] ;
- Institut académique Ashrafi Isfahani ;
- Institut académique Safahan ;
- Université de technologie Malek Ashtar[61] ;
- Université des sciences et technologies de la défense.

La ville compte également des écoles et des séminaires.
Il existe également plus de cinquante centres de formation et d'orientation administrés par l'Isfahan Technical and Vocational Training Organization.

### Ispahanais célèbres
| - Mahmoud Farshchian (miniaturiste) - Alireza Eftekhari (chanteur) - Abdollah Nouri (homme politique) - Mohsen Nourbakhsh (homme politique) - Hossein Fatemi (homme politique) - Yahya Rahim Safavi (ancien chef d'état-major des Pasdaran, conseiller militaire du guide de la révolution Ali Khamenei) | - Rahman Rezaei (joueur de football) - Saeb Tabrizi (écrivain) - Parvine Vahida (mannequin) - Houshang Golshiri (écrivain) - Sorayah Esfandiari Bakhtiari (deuxième femme de Mohammad Reza Pahlavi, chah d'Iran) - Mohammad Madjlessi (poète, écrivain et traducteur iranien). | - Allameh Majlesi (religieux) - Ayatollah Mohammad Beheshti (religieux) - Arthur Upham Pope (archéologue et historien de l'art iranien d'origine américaine, est enterré avec sa femme) - Phyllis Ackerman (spécialiste de l'art perse, enterrée dans un mausolée proche du pont Khadjou) - Ali Erfan (écrivain) |

## Politique

### Jumelages de la municipalité d'Ispahan
Les municipalités suivantes sont jumelées à celle d'Ispahan:
- Xi'an (Chine) depuis le 7 mai 1989 ;
- Kuala Lumpur (Malaisie) depuis le 23 juin 1997.
- Fribourg-en-Brisgau (Allemagne) depuis le 28 octobre 1997 ;
- Florence (Italie) depuis le 13 septembre 1998 ;
- Iaşi (Roumanie) depuis le 10 mai 1999 ;
- Barcelone (Espagne) depuis le 14 janvier 2000 ;
- Erevan (Arménie) depuis le 27 avril 2000 ;
- Ville de Koweït (Koweït) depuis le 19 juin 2000 ;
- La Havane (Cuba) depuis le 8 mars 2001 ;
- Lahore (Pakistan) depuis le 22 juillet 2004 ;
- Saint-Pétersbourg (Russie) depuis le 10 novembre 2004 .

## Urbanisme

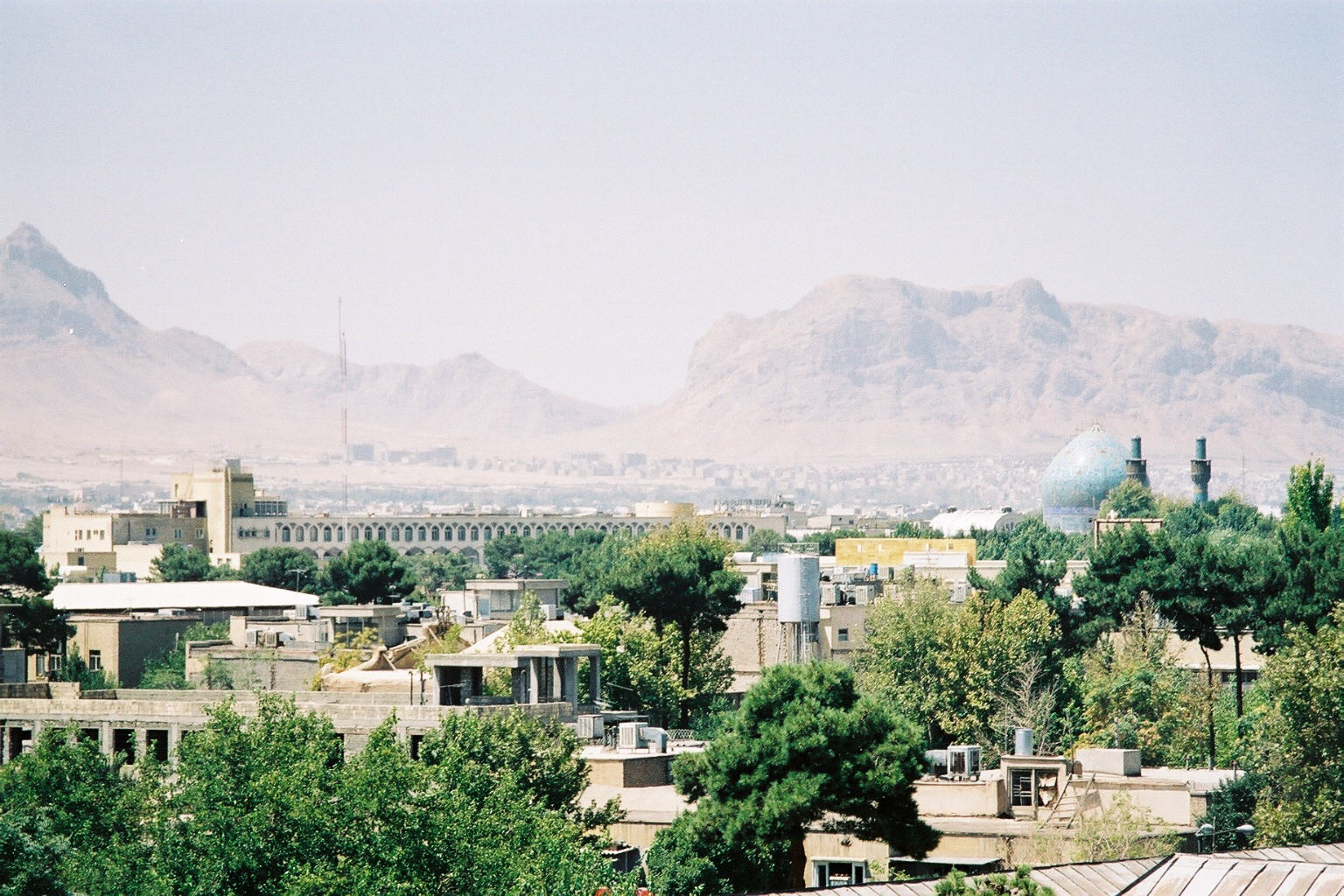
Vue d'Ispahan depuis la terrasse du palais Ali Qapou.

Selon Henri Stierlin, l'aspect spécifique d'Ispahan tient à une série de particularités qui ont frappé les visiteurs occidentaux du XVIIIe siècle et du XIXe siècle. En effet, les voyageurs occidentaux tels Jean-Baptiste Tavernier, Jean Chardin, Joseph Arthur de Gobineau, Pascal Coste, Eugène Flandin ou encore Pierre Loti sont tous frappés par cette ville noyée de verdure et bien irriguée qui s'élève au milieu d'étendues désertiques.

### Une cité jardin et une continuité architecturale particulière
À Ispahan comme dans de nombreuses villes d'Iran, l'architecture vernaculaire est à base de torchis et de briques. Les maisons sont toutes des habitations individuelles, à toiture en terrasse, sur un voire deux étages et s'inscrivant dans un tissu urbain continu. Toutes les maisons sont construites selon le même plan : les pièces d'habitation entourent un espace à ciel ouvert et sont elles-mêmes entourées de hauts murs, seule une petite porte extérieure autorisant l'accès à l'intimité familiale. L'espace central à ciel ouvert qu'est la cour intérieure relève d'usages préhistoriques au Proche et au Moyen-Orient qui se retrouvent d'ailleurs dans l'atrium romain. À Ispahan, ces cours étaient irriguées par un système complexe de canaux situés dans la rue qui permettait de cultiver plantes et arbres apportant de l'ombre et de la fraîcheur durant l'été. C'est à ces arbres cultivés dans toutes les cours qu'Ispahan doit son aspect de « forêt », de cité-jardin. Toutes les maisons sont disposées selon une trame relativement régulière, tranchant avec l'aspect anarchique du bazar pourtant considéré comme la « colonne vertébrale » de la ville.
Les quartiers royaux d'Ispahan, les quartiers d'habitation, l'organisation du bazar en différentes parties dédiées à certains artisanats ou à certains commerces donnent une impression d'agglomération à taille humaine.
Stierlin évoque également une continuité architecturale entre la cour des maisons faisant office de jardin intérieur et le concept iranien de mosquée à cour : un bassin central polarise l'espace et l'élément floral recouvre les parois. Ces éléments floraux peuvent être réels (comme les arbres dans les cours intérieures des maisons) ou figurés (comme le sont les arbres et les fleurs représentés sur les kāshi, les céramiques qui recouvrent les parois des mosquées). Le principe de la cour est récurrent dans l'architecture islamique. On retrouve en effet les cours dans les caravansérails, dans les écoles ou madreseh et dans les centres de négoces et marchés possédant leurs entrepôts.

### Ispahan, une image du paradis?
Selon Henri Stierlin, Chah Abbas a agi en chiite duodécimain convaincu, en cherchant à faire ressembler la capitale aux cités du paradis mentionnées dans le Coran ou dans les textes des mystiques persans. Stierlin a consacré un livre à l'étude de cette inspiration : Ispahan : image du paradis. Il pense de manière plus générale que la renaissance séfévide a permis de donner corps aux spéculations des philosophes et mystiques de l'école chiite duodécimaine.
Le symbolisme est important dans les constructions de la ville, par exemple dans la mosquée du chah où l'usage du chiffre douze rappelle les douze imams des duodécimains. Les préoccupations des bâtisseurs persans dépassent les considérations esthétiques et se situent dans une perspective de conscience et de connaissance. Les dimensions de la mosquée du chah sont basées par exemple sur celles du bassin central comme si l'eau était la source de vie de l'édifice. La cour de la mosquée semble mettre en relation le croyant avec la divinité : c'est une salle dont la coupole se présente comme la voûte céleste. L'ornementation de faïence est toujours disposée sur les parois des bâtiments comme si ceux-ci étaient des boîtes, brutes au dehors, mais formant un écrin précieux au dedans. Les cours des maisons ou des mosquées, avec les céramiques représentant des arbres et plus généralement la nature, sont aménagés comme des jardins symbolisant le paradis. Les iwans des mosquées sont conçus comme des grottes, souvent décorées en bleu et parfois remplies de stalactites. Stierlin pense que la représentation de l'iwan est celle d'une grotte artificielle qui doit conduire à la source de vie, à la porte du ciel. Les décors des dômes des mosquées et des madreseh sont des arbres à la houpe verte et comparables à l'arbre de vie oriental.
Les interprétations de Stierlin sont corroborées par les travaux d'Henry Corbin sur la théosophie chiite. Les « cités d'émeraude », auxquelles peut être comparée Ispahan, sont considérées par les mystiques chiites (Tabari, repris par Sohrawardi ou Sheikh Ahmad Ahsā'i) comme la frontière avec l'autre monde. Le symbolisme de l'arbre Tubā et celui du miroir (symbolisés par les décors de céramique ou les plans d'eau dans les bâtiments d'Ispahan de l'époque Safavide) sont également utilisés dans la philosophie chiite.

### Une architecture menacée

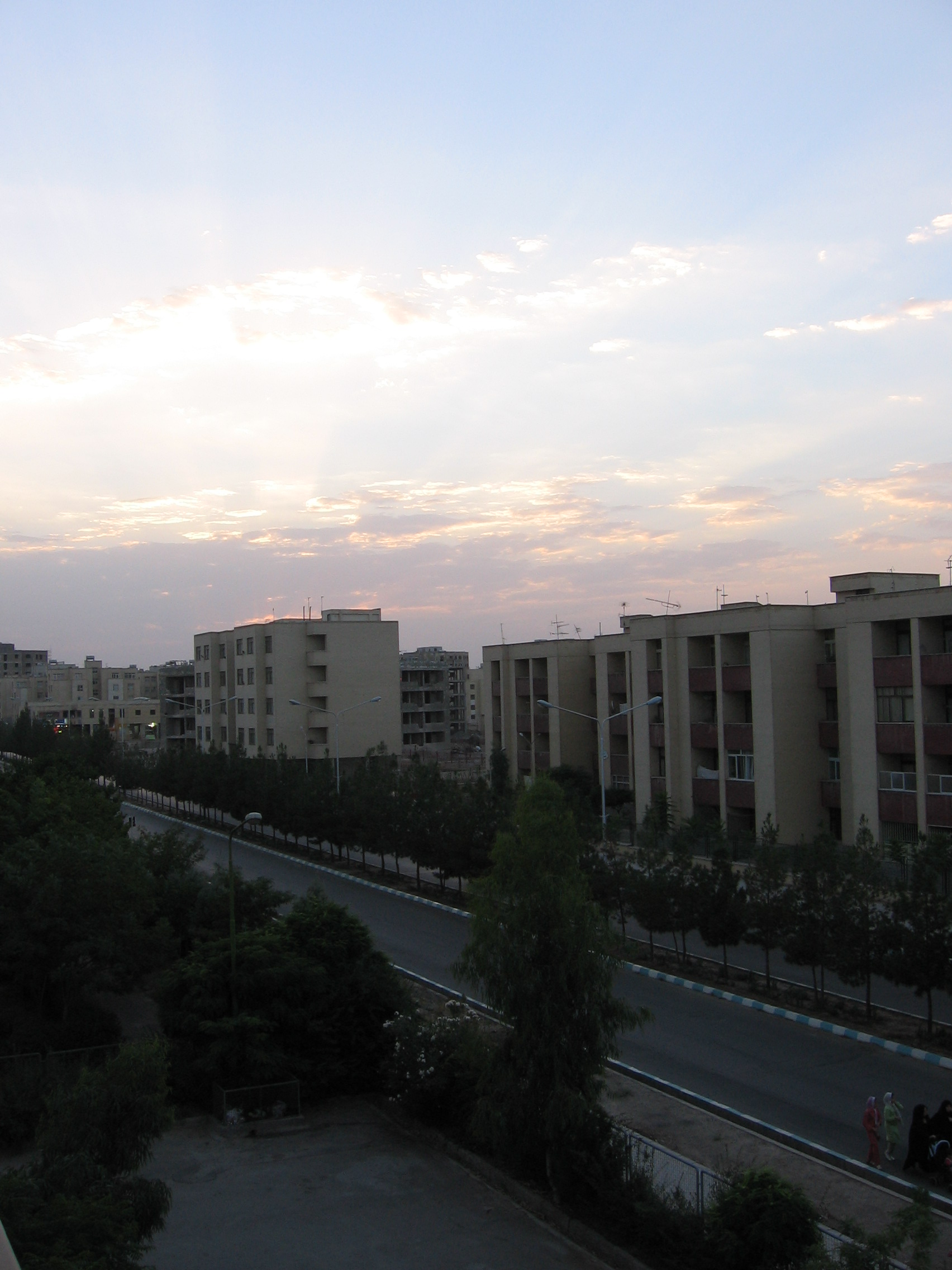
La ville nouvelle de Baharestan, à proximité d'Ispahan.

L'aspect spécifique de l'urbanisme d'Ispahan se trouve menacé par la modernité. En effet, les modes de vie traditionnels sont contrariés par l'apparition de critères architecturaux modernes. Ainsi l'arrivée de l'électricité en permettant la climatisation, a perturbé les comportements comme l'habitude de dormir sur les toits en terrasses à la belle saison. De plus, les critères économiques modernes essaient de rationaliser l'espace : les maisons traditionnelles (avec cour) nécessitent en effet un espace conséquent, qui s'il est utilisé pour la construction d'un immeuble permet de loger plusieurs familles.
De même, l'eau courante a été fatale aux réseaux hydrauliques traditionnels et par conséquent aux jardins intérieurs et à l'aspect verdoyant de la ville. La brique, un des meilleurs régulateurs thermiques naturels, a été remplacée par le béton, sous la pression de la rationalisation économique.
L'absence de lois de protection de l'architecture traditionnelle, de décisions publiques et le peu de moyens alloués à la protection des zones sensibles de la ville mettent en danger cette forme d'urbanisme particulier d'Ispahan. La protection de la place Naghch-e Djahan depuis 1988 et son accession au statut de patrimoine mondial de l'humanité ne suffisent pas à préserver l'architecture vernaculaire traditionnelle, pourtant très adaptée aux conditions de vie dans cette région, tant aux chaleurs extrêmes de l'été et qu'aux rigueurs de l'hiver.

## Économie

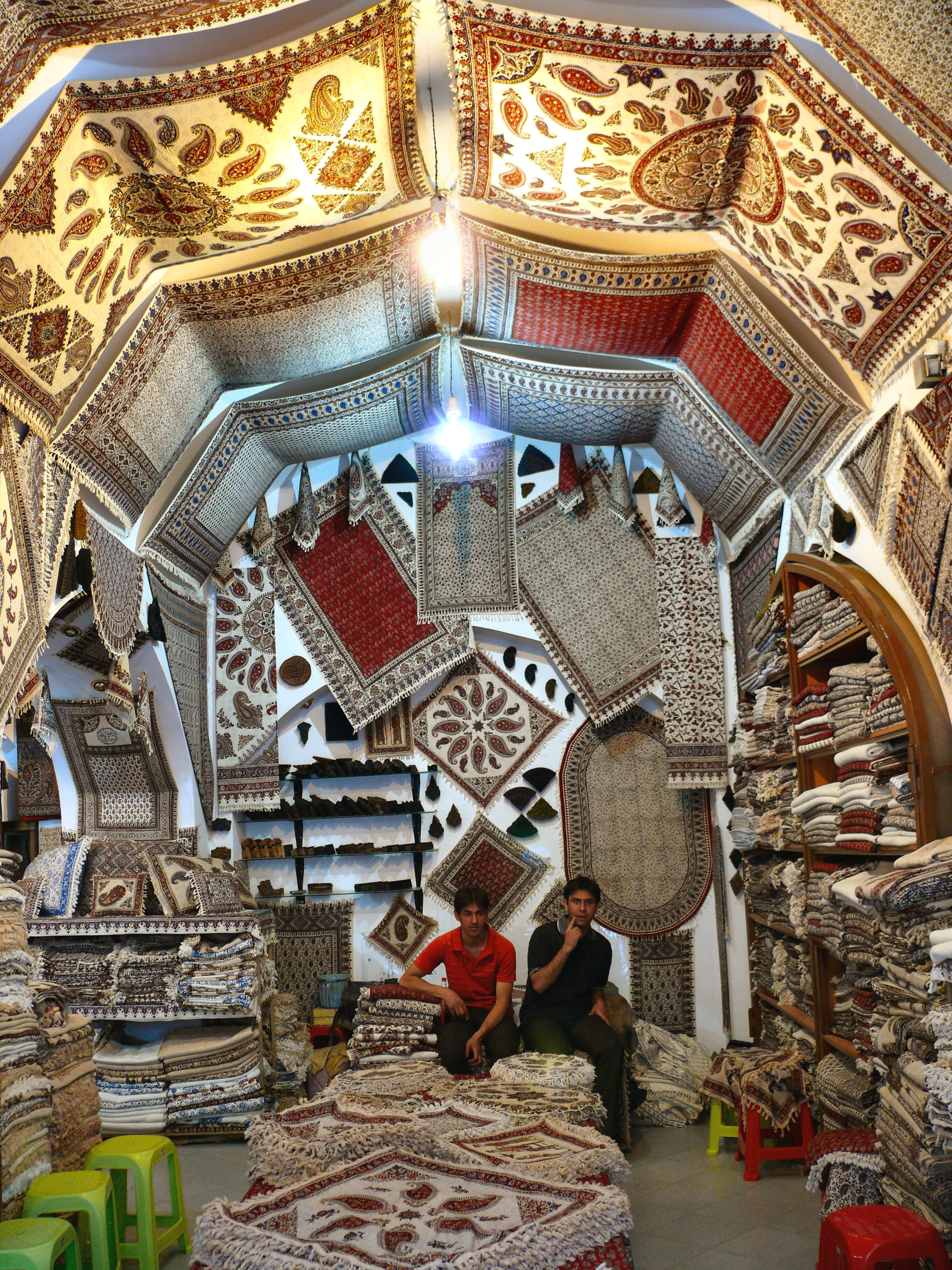
Vue d'un magasin de textiles imprimés à la main à Ispahan. L'industrie textile a été un des piliers de l'industrialisation de la ville.

Ispahan est située au croisement des routes qui traversent l'Iran du Nord au Sud ou d'Est en Ouest, les routes commerciales entre la Chine, l'Inde et l'empire ottoman (dont la route de la soie) et entre le golfe Persique et la Russie. L'établissement d'un monopole royal sur les biens d'exportation à l'époque séfévide renforcera encore la dimension internationale de la capitale iranienne de l'époque. Au XVIIe siècle, Ispahan est d'ailleurs le premier lieu d'accueil de la diaspora indienne qui compte entre 10 et 15 000 marchands dans cette ville.
Depuis la renaissance séfévide, Ispahan a acquis une importance économique en Iran. La situation de la ville au milieu d'une oasis a permis à ce secteur de disposer d'une agriculture irriguée, encore facilitée par les travaux de canalisation entrepris par Chah Abbas Ier. Les artisans ont toujours produit des articles et ustensiles utiles aux populations, mais l'établissement de la capitale des séfévides à Ispahan, ainsi que le rayonnement culturel de la ville, a permis de créer une industrie du luxe à cette époque : joaillerie, textiles, tapis, objets décoratifs et manuscrits ont été produits en abondance à l'époque séfévide. Cette activité manufacturière d'Ispahan a perduré jusqu'à l'époque qajare.
L'opium (en persan : ﺍﻓﻴﻮﻥ, Afyun) est une source importante de revenu d'Ispahan à partir de 1850 une fois importées d'Inde les techniques de production d'opium à grande échelle. La production de cette région était si importante pour l'Iran que la culture de l'opium a survécu au premier décret ministériel de 1938 interdisant la production dans la quasi-totalité des provinces d'Iran, à l'exception des provinces d'Ispahan et du Fars, les deux principales régions productrices. Pourtant cette production s'arrêtera avec l'interdiction du commerce de l'opium dans tout l'Iran en 1946.

### Industrie et haute technologie
L'industrialisation d'Ispahan date de la période Pahlavi comme dans tout l'Iran, et a été marquée par la forte croissance à cette époque de l'industrie textile ; ce qui a valu à la ville le surnom de « Manchester de la Perse ». À la fin des années 1930, les usines textiles emploient plus de 5 300 ouvriers. Cette forte croissance a suivi le boom des années 1953–1959 en Iran et a donné lieu à l'expansion de l'industrie du textile d'Ispahan et d'autres usines privées produisant des biens de consommation pour le marché local et national. Pendant la révolution blanche, Ispahan devient un centre industriel majeur avec l'implantation d'une grande aciérie, de cimenteries, d'usines sucrières, d'une raffinerie de pétrole et d'industries pétrochimiques et de la défense.
Depuis les années 1990 et la création d'une industrie sidérurgique importante en Iran dans le cadre d'une nouvelle stratégie d'industrialisation nationale, Ispahan accueille une industrie de l'acier parmi les plus importantes d'Iran (Mobarakeh (dans la province d'Ispahan) et à Ahvaz). La production de l'aciérie d'Ispahan (Isfahan Steel Co.) était de 3,6 millions de tonnes en 2005, auxquelles il faut ajouter les 700 000 tonnes produites par le Saba Steel Complex situé à proximité de la ville. L'économie d'Ispahan produit aussi 710 000 tonnes de ciment par an ainsi que de l'essence puisque la ville accueille l'une des six raffineries de pétrole du pays.

#### Centre de technologie nucléaire d'Ispahan
Mis en place en 1982, le centre de technologie nucléaire d'Ispahan est un site de recherche nucléaire qui gère actuellement quatre petits réacteurs nucléaires de recherche, fournis par la Chine. Il est supervisé par l'Organisation de l'énergie atomique d'Iran.
Le site de raffinage de l'uranium d'Ispahan convertit de l'uranium concentré sous la forme de yellowcake (uranium concentré sous la forme U3O8) en hexafluorure d'uranium (UF6) qui est ensuite enrichi à Natanz ou Fordow. Fin octobre 2004, le site est opérationnel à 70 % avec 21 ateliers sur 24 en fonctionnement.
Il existe aussi non loin la Zirconium Production Plant (ZPP), une usine de production de zirconium, alliage nécessaire pour assembler le combustible nucléaire dans les réacteurs nucléaires. Ces deux sites participent au programme nucléaire iranien.
Ispahan accueille également la Fuel Manufacturing Plant (FMP) qui assemble du combustible nucléaire pour le réacteur de recherche IR-40  situé à Arak.
Ispahan accueille enfin le siège de HESA (Compagnie industrielle de production d'avions d'Iran) qui produit le IR. AN-140, une production de l'Antonov An-140 sous licence.

### Tourisme

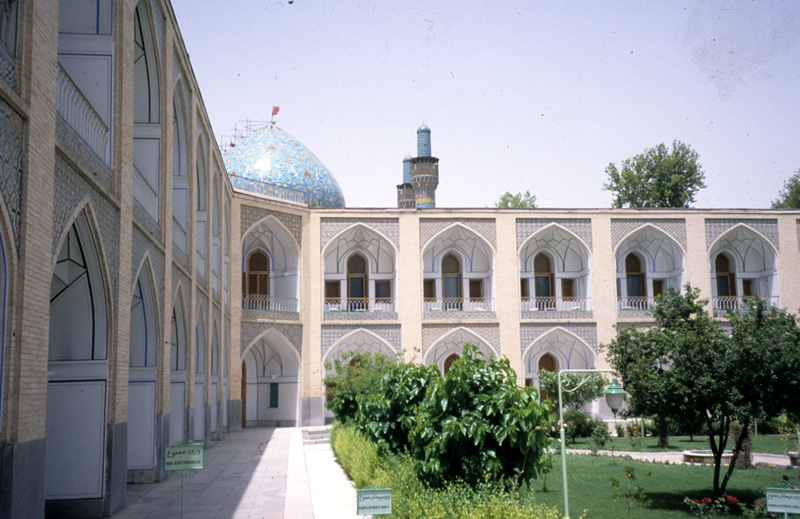
La cour de l'hôtel Abbassi, un ancien caravansérail.

La province d'Ispahan est la troisième province d'Iran en termes d'accueil de touristes. Le fait que la place Naghch-e Djahan soit inscrite au patrimoine mondial de l'humanité et plus généralement l'offre touristique de la ville (bâtiments historiques, artisanat, etc) attire de nombreux touristes iraniens et des touristes étrangers.
L'offre touristique d'Ispahan se développe rapidement (quarante projets en cours en 2002) et vise à attirer des touristes du monde entier. Le nombre de visiteurs en 2002 a dépassé 200 000 touristes ce qui représente une augmentation de 300 % par rapport à l'année précédente. Cette augmentation serait due à l'augmentation de l'infrastructure touristique de la ville et aux prix intéressants par rapport à d'autres pays.
La municipalité d'Ispahan a mis en place un certain nombre de mesures pour développer le tourisme dans la ville : coopération internationale, amélioration de l'offre d'hébergement, amélioration des transports, plan de communication.

### Transports
La métropole d'Ispahan a connu un développement très important du trafic automobile, proportionnel à la croissance de la population. Cette augmentation du trafic a provoqué une augmentation de la pollution et des embouteillages.
Des études menées en 1986 ont conclu à la nécessité de créer un système de transport en commun souterrain. La réalisation d'un système de transport en commun sous forme de métro a été confiée à la Esfahan Regional Metro Company (ERMC), transformée en Esfahan Urban Railway Organization (EURO).
Le métro d'Ispahan est en construction depuis juin 2001. Il comprend une ligne de 12,5 kilomètres entre le Nord et le Sud de la ville (entre les deux terminaux de bus, le terminal Kaveh au Nord et le terminal Soffeh au Sud) et dont la construction est conduite en deux phases. La première est la construction de la partie nord, normalement achevée en 2007, et la seconde la construction de la partie sud, commencée en 2005,. Le système de transport ferroviaire d'Ispahan pourrait être complété par une ligne de banlieue, afin de relier Ispahan au complexe industriel de Mobarakeh et à la ville de Majlesi, au sud-ouest de la ville.
Ispahan dispose également d'une gare ferroviaire, intégrée au réseau iranien et qui est le terminus de la ligne Téhéran-Qom-Ispahan, ainsi que d'un aéroport international, l'aéroport international Shahid Beheshti (code AITA : IFN).

## Culture et patrimoine

### Monuments notables

#### Grande mosquée

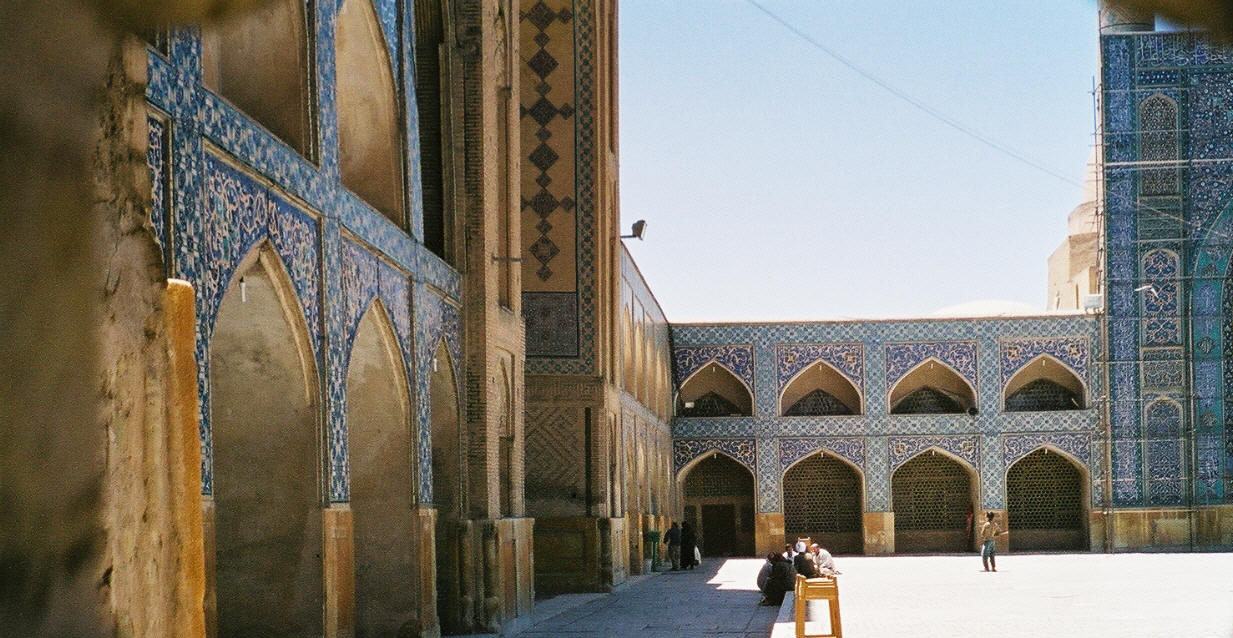
Une des nombreuses cours de la Grande mosquée.

La Grande mosquée d'Ispahan, aussi appelée « mosquée du vendredi » ou « vieille mosquée », par opposition à la mosquée du Chah, a été édifiée à partir du Xe siècle. Souvent remaniée au cours du temps, et en particulier sous les Séfévides, elle est reliée à la nouvelle ville via le Grand bazar.
La grande mosquée est l'une des architectures les plus complexes des arts de l'Islam. Des fouilles archéologiques ont montré que dès la période bouyide, il existait une mosquée de plan hypostyle à l'emplacement actuel de l'édifice. Actuellement, la mosquée suit le plan iranien à quatre iwan avec une salle de prière sous coupole qui devait, à l'origine, être séparée de l'ensemble architectural. Bordée d'arcades sur deux niveaux, elle est entourée de multiples petites salles sous coupolettes.

#### La place Naghch-e Djahan et ses monuments

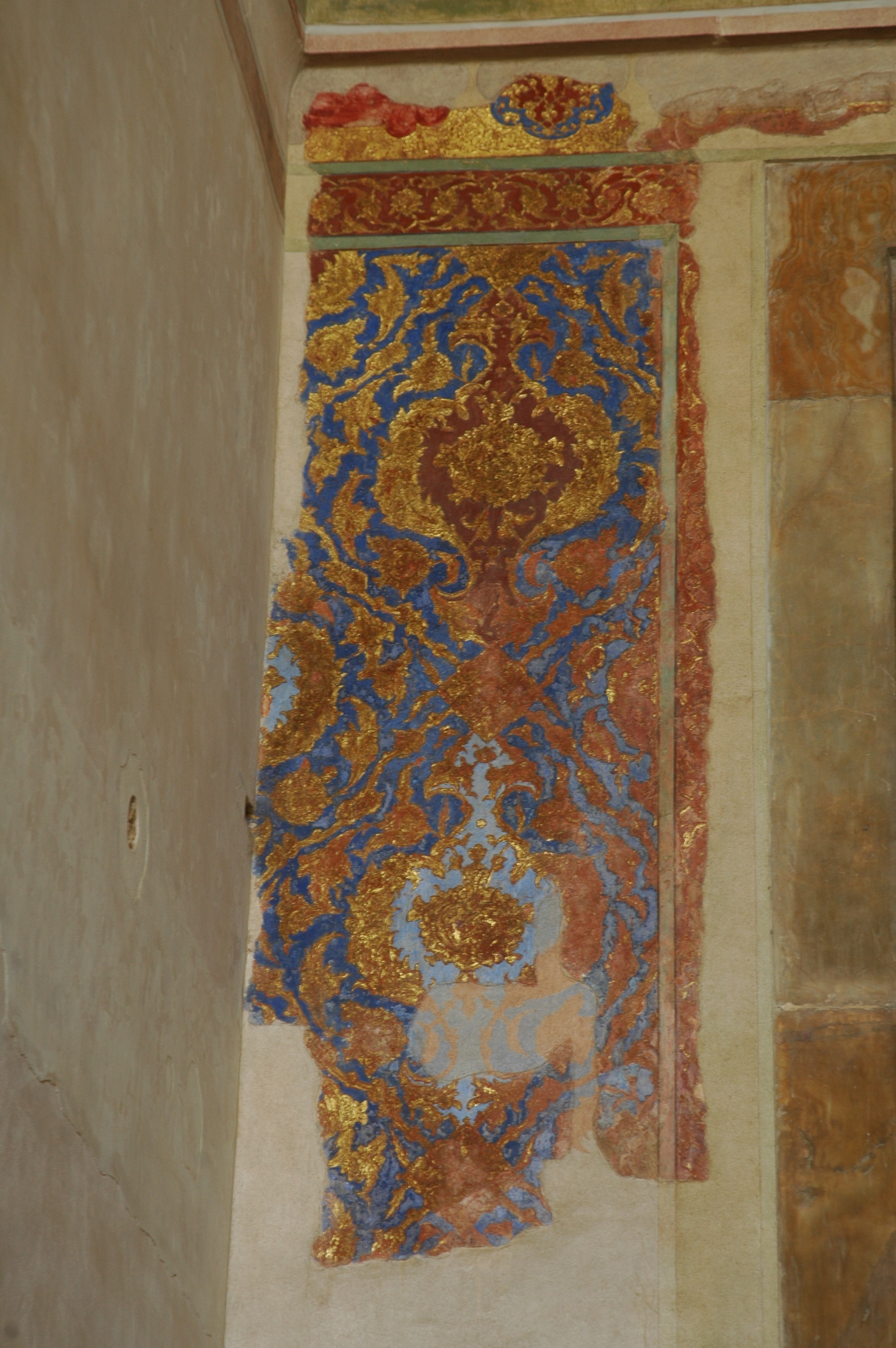
Détail du palais Ali Qapou

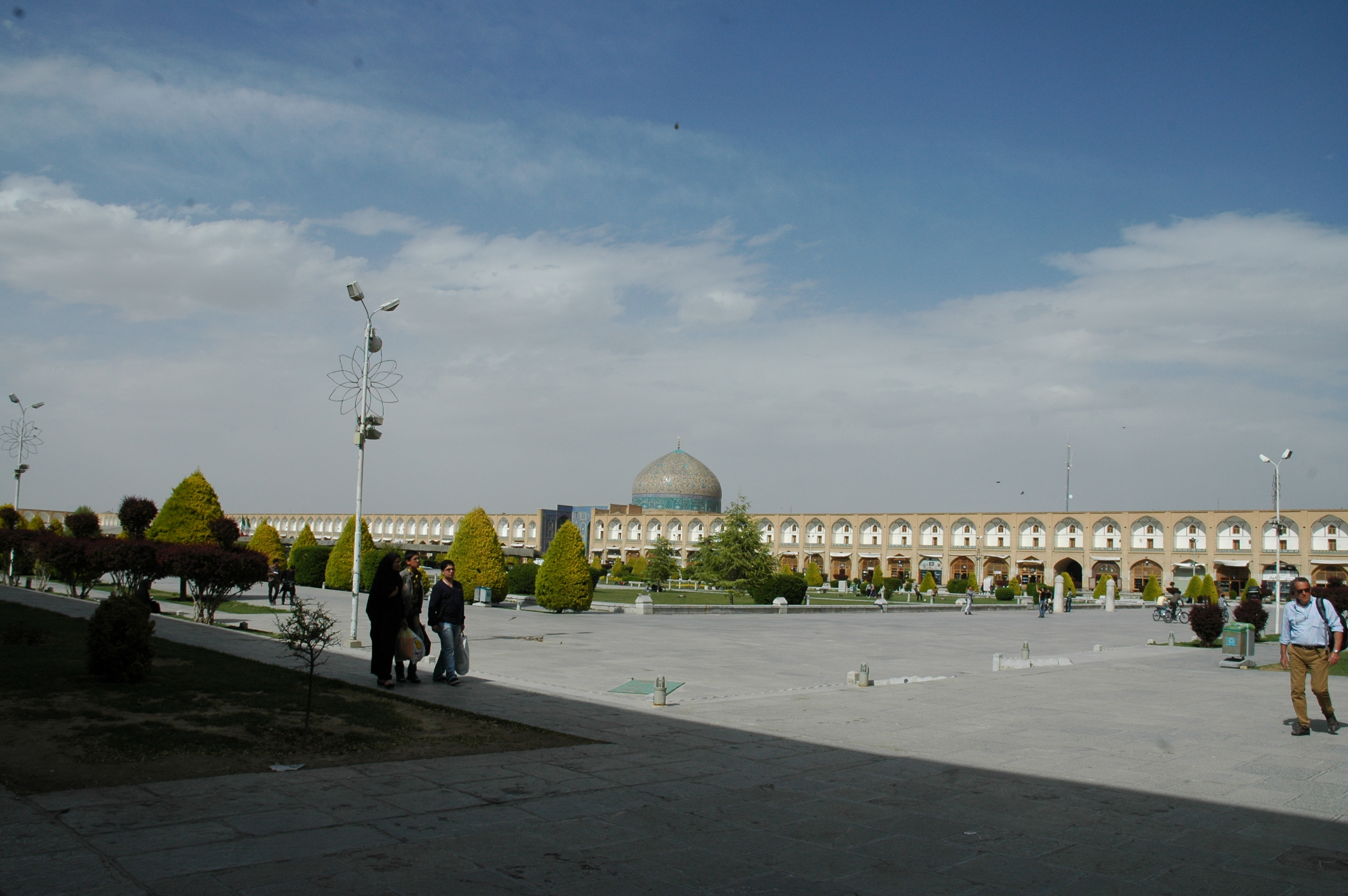
Vue sur la Place Naghch-e Djahan

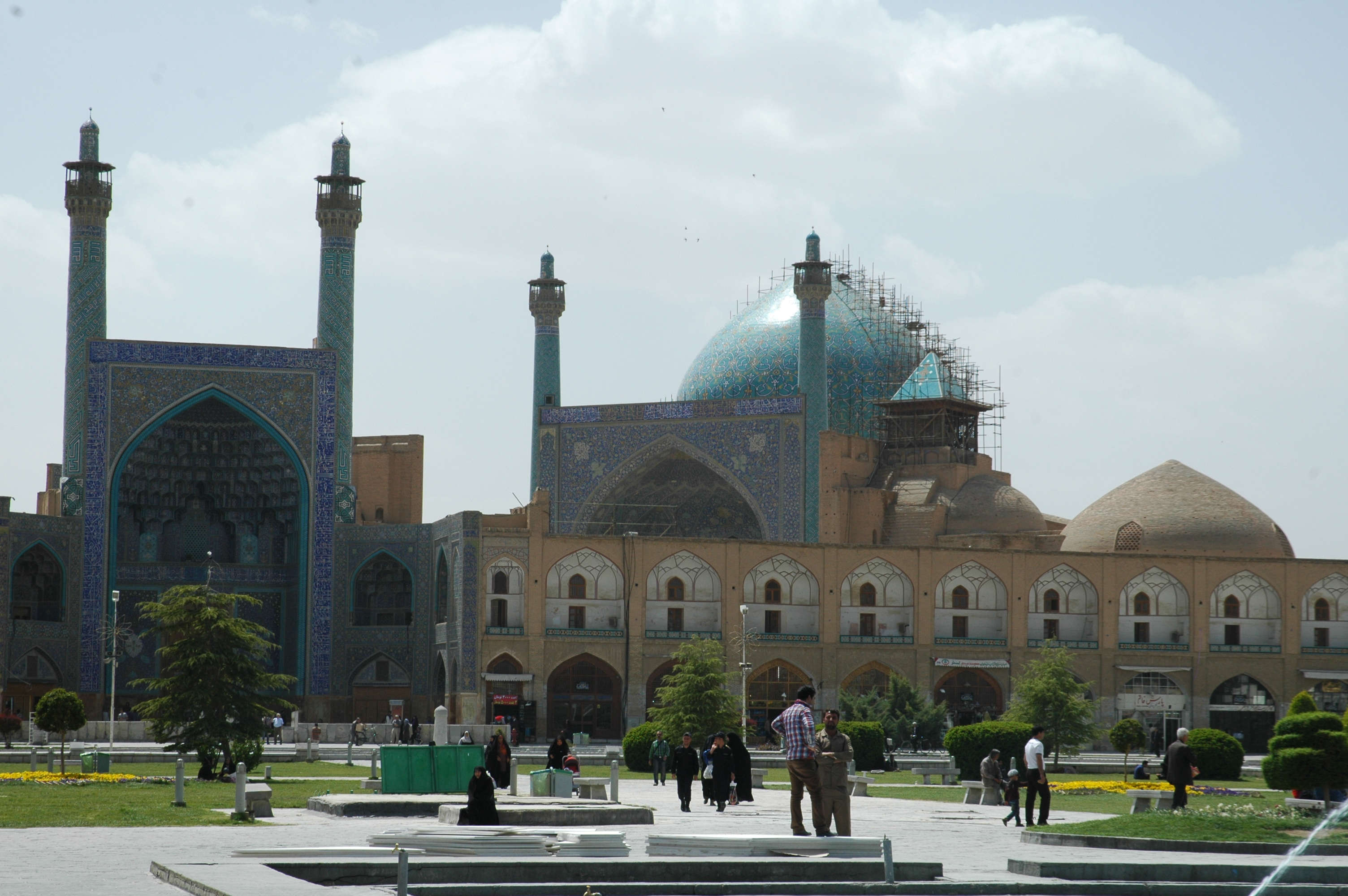
La Place Naghch-e Djahan et ses mosquées

La place Naghch-e Djahan (place du « portrait du monde »), aussi appelée Meidan-e Chah (« place du roi ») et, depuis la révolution islamique, Meidan-e Emam (« place de l'Imam », en l'honneur de l'Ayatollah Khomeini), est une des plus grandes places du monde avec une longueur de 500 mètres et une largeur de 160 mètres. Elle date de 1612 et a été conçue par Chah Abbas Ier. Elle servait à l'origine de terrain de polo et de terrain de présentation des troupes militaires, évènements auxquels le Chah et la cour pouvaient assister depuis la terrasse du palais Ali Qapou. Dans des galeries entourant cette place, sont installées des échoppes de commerçants et d'artisans.
Elle est maintenant aménagée en place publique avec pelouses, bassins et allées. Autour de la place, aux quatre points cardinaux se situent quatre bâtiments :
- la mosquée de l'imâm, appelée aussi mosquée du Chah ;
- la mosquée du Cheikh Lotfallah ;
- le palais d'Ali Qapou ;
- le grand bazar.

Un souterrain reliait le palais de Ali Qapou et la mosquée du Cheikh Lotfallah, permettant aux femmes d'aller à la mosquée sans être vues, d'où le nom de « mosquée des femmes » qu'on donne parfois à cette mosquée.

#### Les palais séfévides

##### Le palais de Tchehel-Sotoun

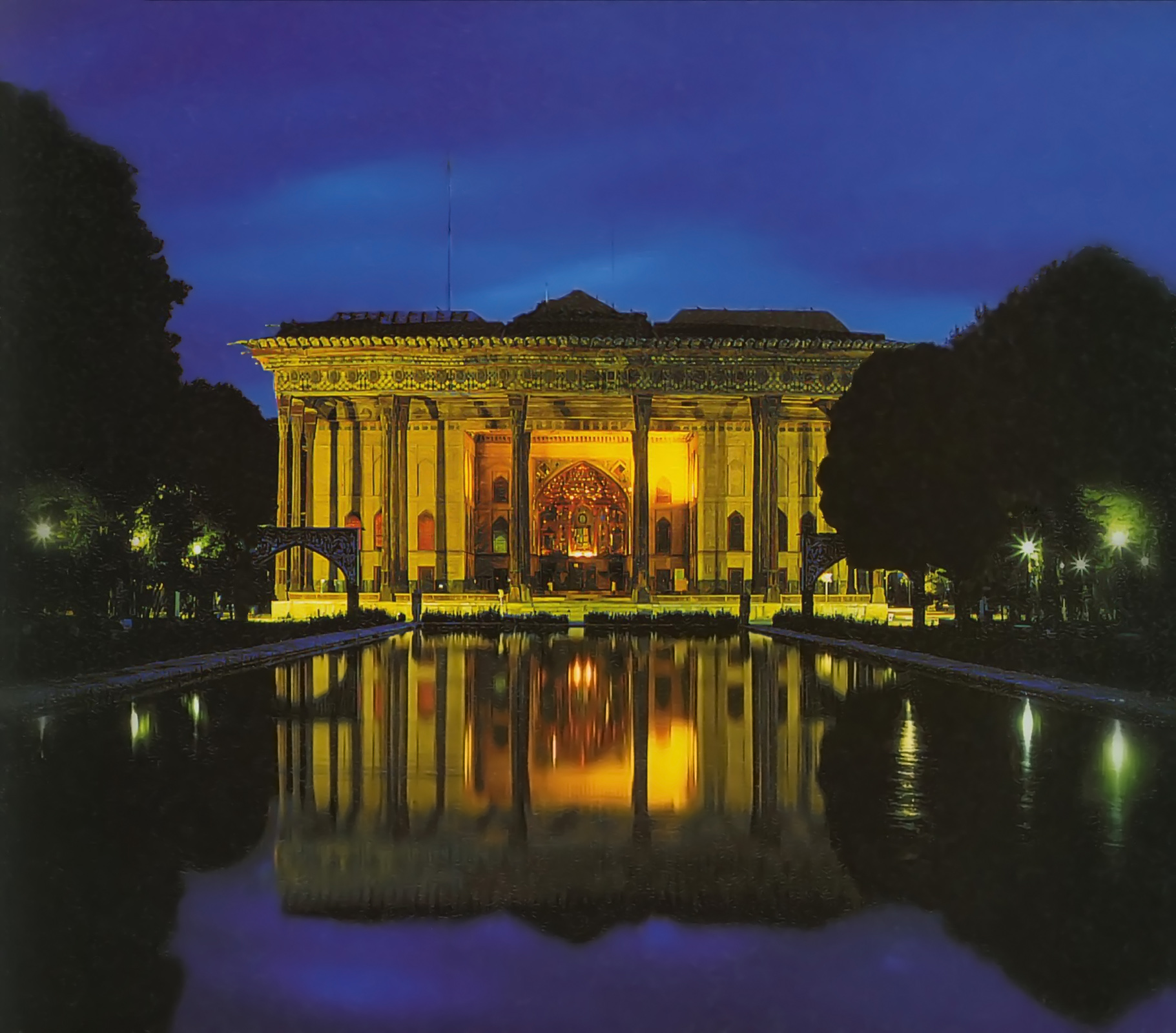
Tchehel-Sotoun.

Le palais de Tchehel-Sotoun (« quarante colonnes », en référence à ses 20 colonnes qui se reflètent dans le bassin faisant face au bâtiment) est un palais royal séfévide au nord-ouest du complexe de Ali Qapou. Mesurant 57,80 par 37 mètres, ce monument majeur du règne de Chah Abbas II était utilisé pour les cérémonies de couronnement et pour la réception des ambassadeurs étrangers. Le palais est situé au milieu d'un jardin, qui faisait à l'origine sept hectares, situé entre la place Naghch-e Djahan et le Tchaharbagh. À l'est s'étend un long bassin (115 par 16 mètres environ), dans lequel il se reflète.
Ce bâtiment, dont la datation reste très discutée, a sans doute été élevé sous le règne de Chah Abbas II, puis redécoré dans les années 1870. Selon un poème inscrit sur l'édifice et un autre de Muhammad Ali Sahib Tabrizi, il aurait été créé en 1647-1648 et si certains chercheurs pensent que cet édifice a été construit en plusieurs étapes, la plupart inclinent à penser qu'il fut construit en un seul jet, car il est assez cohérent.
Dans ce palais, Chah Abbas II et ses successeurs recevaient les dignitaires et les ambassadeurs, sur la terrasse ou dans un des halls de réception.
Le Tchehel-Sotoun est décoré de grandes peintures historiques, exaltant la magnanimité ou le courage guerrier des différents grands souverains de la dynastie.

##### Le palais de Hacht-Behecht
Le palais de Hacht-Behecht (« huit paradis ») est constitué d'un pavillon comportant huit petites entités disposées autour d'une grande salle sous coupole à quatre iwans. De petites voûtes couronnent les salles secondaires, décorées de miroirs qui rendent les surfaces mouvantes. Le décor extérieur en céramique est remarquable par l'emploi extensif du jaune. On situe cet édifice dans les années 1671.

#### École de Tchaharbagh

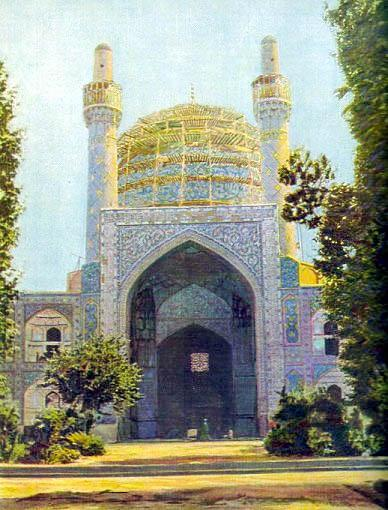
Cour intérieure de l'École de Tchaharbagh (National Geographic Magazine, 1921).

L'École de Tchaharbagh, aussi appelée l'École de la Mère du Chah ou encore l'École de Chah Hossein, se trouve sur le Tchaharbagh. Elle est datée de 1706-1714, sous le règne de Chah Hossein. Elle n'apporte aucune nouveauté architecturale : un plan à quatre iwans et un dôme rappelant la mosquée du Chah constituent la majeure partie de ses éléments architectoniques. Le décor, très géométrisé, est par contre un peu différent des décors du XVIIe siècle, par une palette où dominent le jaune, le vert et l'or, et un réseau végétal plus dense que dans la mosquée du Chah.

#### Les ponts
Le plus ancien pont, le Pol-e Chahrestan, date de l'époque seldjoukide sur les fondations d'un pont d'époque sassanide. Les autres datent de l'époque séfévide.

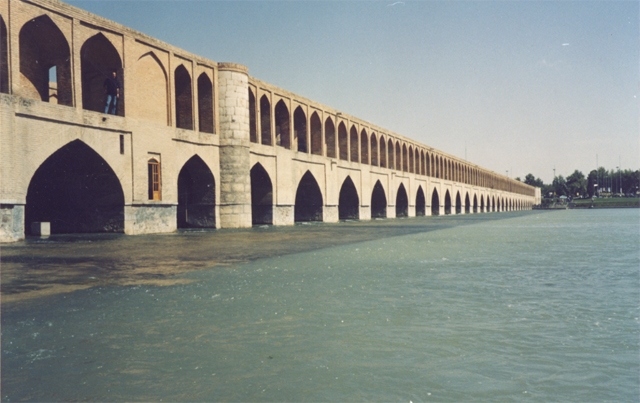
Le Si-o-se-pol.

Le pont Allahverdi-Khan (Pol-e Allahverdikhan), aussi appelé pont « aux trente-trois arches » (Si-o-se-pol en persan) a été érigé par ordre du premier ministre géorgien de Chah Abbas, Allahverdi Khan, vers 1608. Il se place dans la continuité du Tchaharbagh. Avec ses arcades, dans les côtés et dans la base, il offre ainsi une possibilité de promenade à plusieurs niveaux, selon la hauteur de l'eau. Il sert évidemment de lieu de passage, mais aussi de barrage pour réguler le cours de la rivière. En le traversant, l'eau produit un effet de grandes fontaines grâce aux emmarchements. À côté se trouve un talār, le kiosque des miroirs, d'où le souverain pouvait observer la rivière.

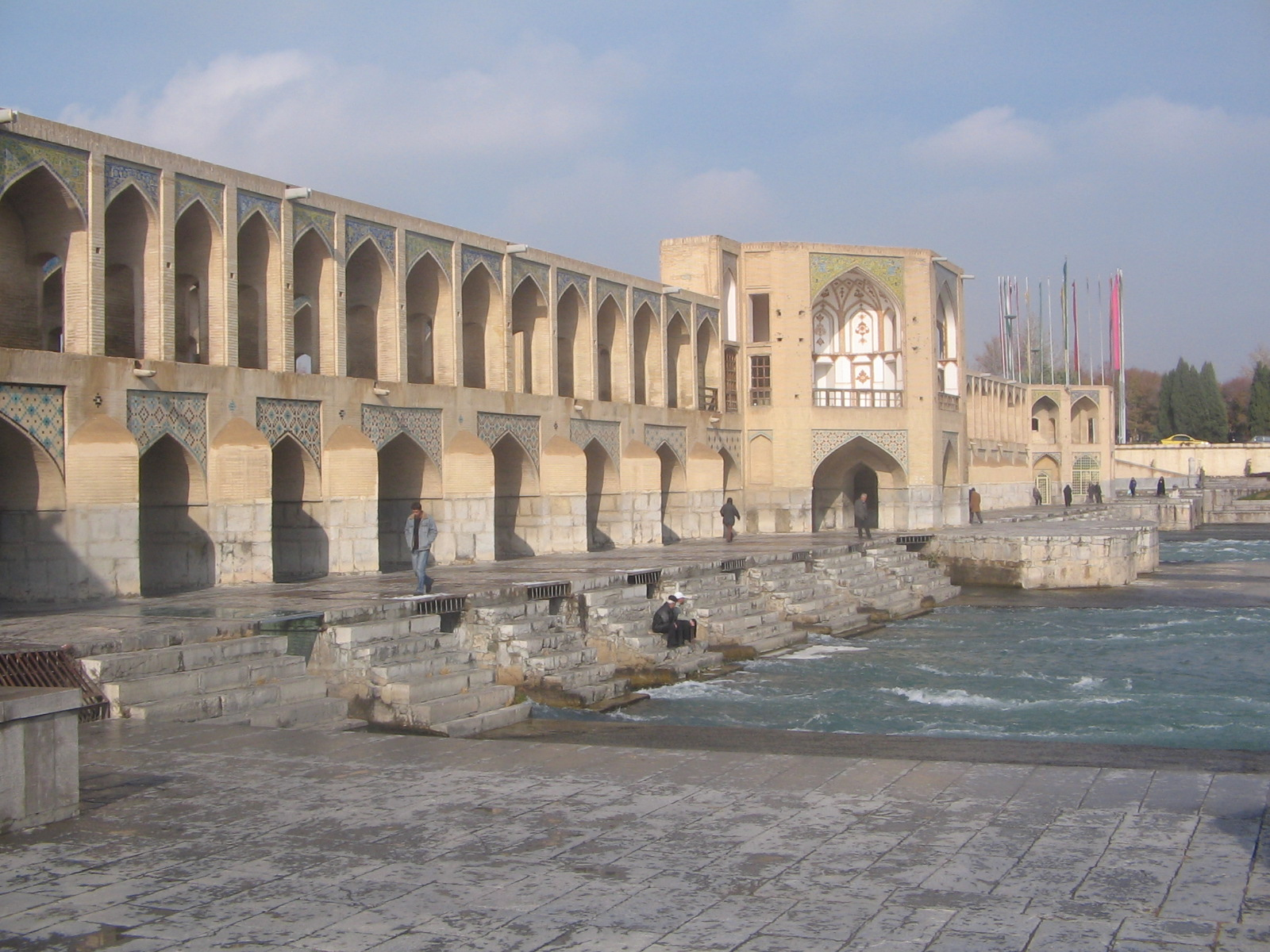
Le pont-barrage Khadjou sur la rivière Zayandeh en hiver.

Le pont Khadjou est le deuxième grand pont d'Ispahan, édifié cinquante ans après le pont Allahverdi-Khan. Il présente une structure identique et légèrement complexifiée avec des brise-flots en éventail permettant des effets d'eau plus spectaculaires. Il est doté de vingt-trois arches, pour une longueur de 105 mètres et une largeur de 14 mètres.
Le Pol-é Djoui, pont de l'époque séfévide, érigé en 1665, est situé proche du pont Khadjou.

#### Minarets

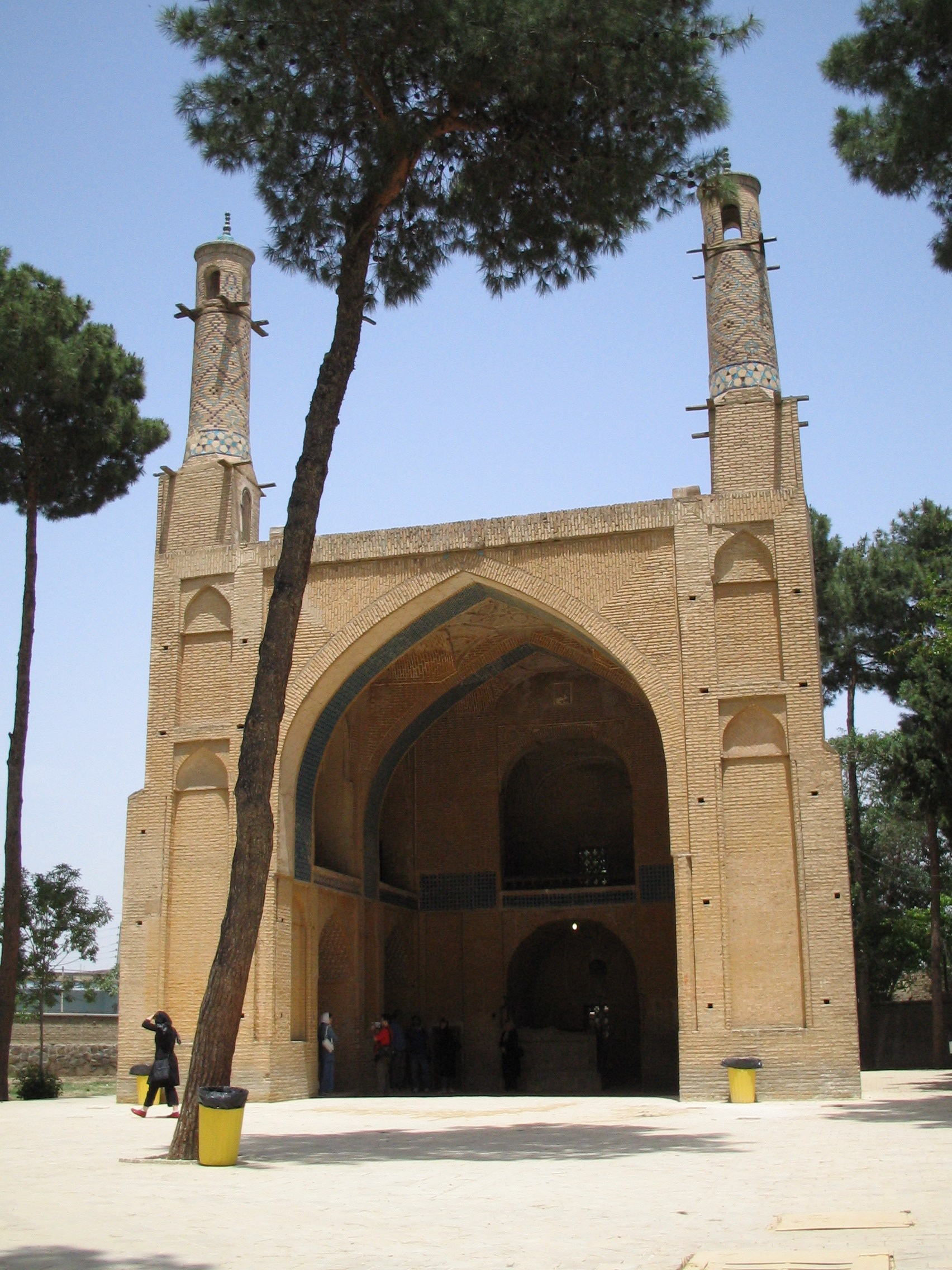
Les minarets tremblants d'Ispahan.

Les minarets tremblants d'Ispahan sont deux minarets qui flanquent la terrasse du tombeau d'Amou Abdollah Soqla (mort l'an 716 de l'hégire), et qui ont pour particularité d'osciller ensemble dès qu'on secoue l'un d'eux. Le tombeau, édifié au XIVe siècle, est un iwan mesurant dix mètres de haut sur dix mètres de large ; les minarets le dépassent de sept mètres pour quatre mètres de circonférence. Les minarets datent a priori de l'époque séfévide. L'abondance des touristes qui veulent vérifier le phénomène met en danger l'édifice. Depuis quelques années, la mise en branle des minarets est exclusivement effectuée par le personnel d'accueil, et n'a lieu que toutes les demi-heures au maximum.
D'autres minarets d'Ispahan sont :
- le minaret Ali ;
- le minaret Bâgh-é-Qouch-Khâneh ;
- le minaret des Quarante Filles ;
- le minaret Sarban.

#### Quartier arménien de La Nouvelle-Djolfa
Au sud du Zayandeh Roud, La Nouvelle-Djolfa est le quartier arménien fondé au début du XVIIe siècle par Abbas Ier, avec la cathédrale Saint-Sauveur.

### Les arts et l'artisanat à Ispahan

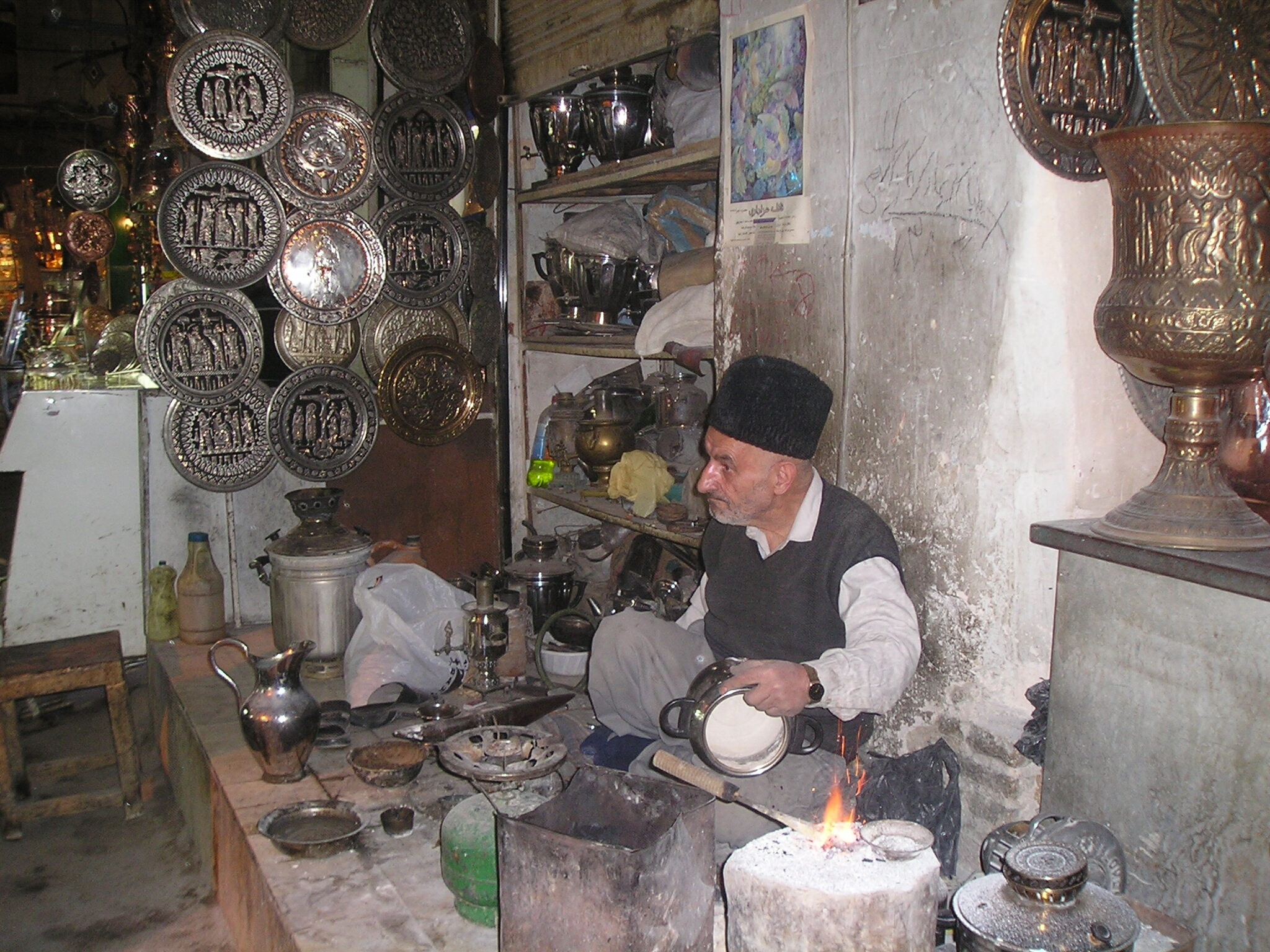
Artisan travaillant le métal dans le grand bazar d'Ispahan.

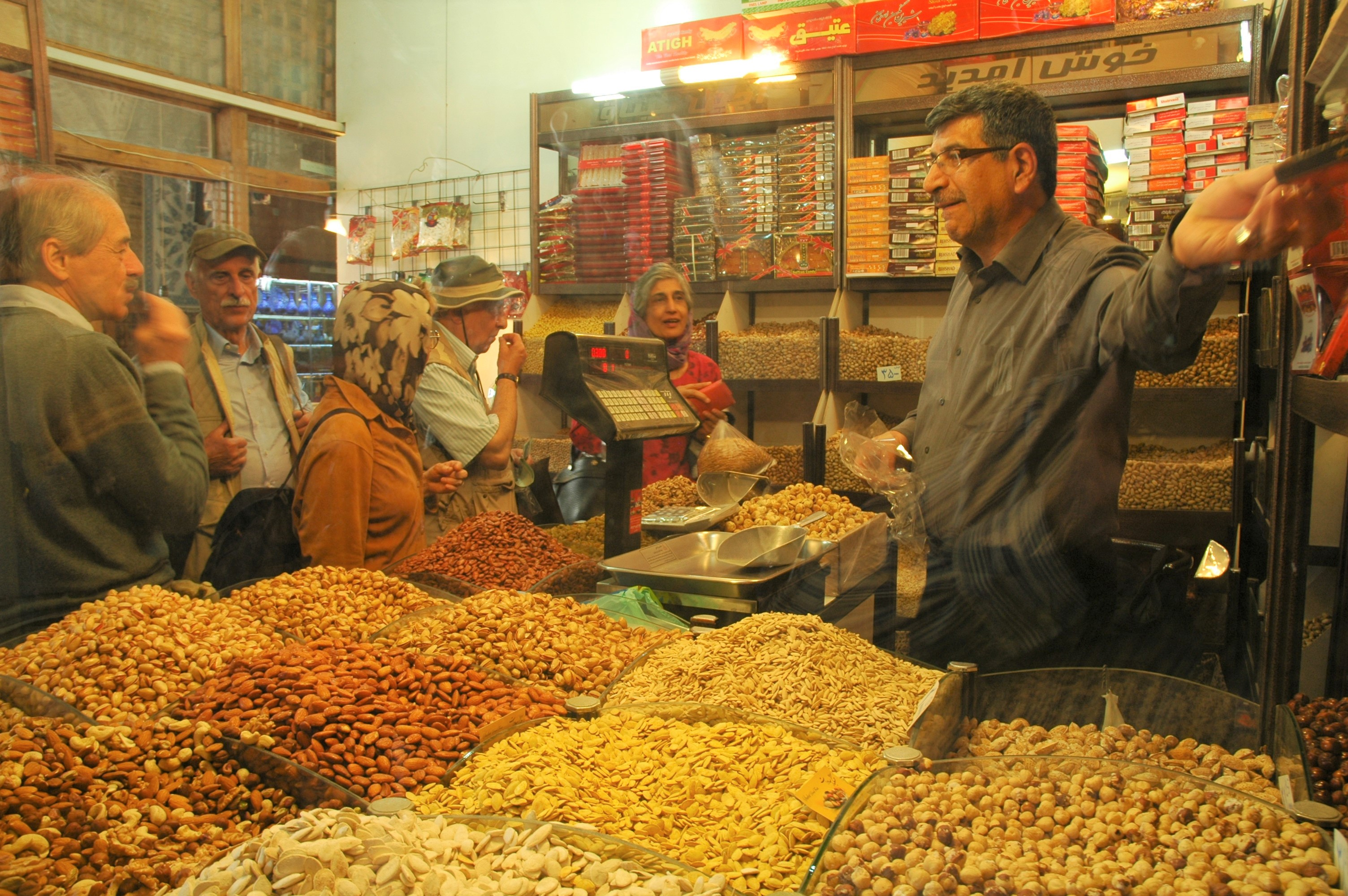
Boutique de fruits secs dans le bazar d'Ispahan

La ville d'Ispahan est un centre majeur d'artisanat traditionnel iranien depuis la période séfévide. Les objets produits sont divers : textiles (surtout les textiles imprimés), tapis, céramique et faïence, travail du bois, du métal et gravures.
Les artisans travaillent dans des conditions diverses, soit dans des ateliers du bazar ou de l'extérieur de la ville, ou aussi dans leurs propres maisons.
Avec l'installation de la capitale à Ispahan à la fin du XVIe siècle, le kitab khana royal déménage. Se développe alors une importante activité de peinture et de calligraphie, dominée par la figure de Reza Abbassi (v. 1565 – v. 1635), l'un des rares artistes protégés par Chah Abbas. Cette école marque une rupture complète avec les œuvres produites antérieurement : à la place de grands manuscrits illustrés sont réalisées des pages d'albums (moraqqa'), destinées à être collectionnées. De nouvelles techniques sont employées, notamment le dessin à la plume et les lavis légers. Le style est tout d'abord largement marqué par l'influence de Reza Abbassi : la peinture typique représente un personnage en pied, anonyme, à la silhouette élégante et longiligne. Mais dans la seconde moitié du XVIIe siècle, les artistes d'Ispahan subissent de nombreuses influences européennes et mogholes. Leur peinture s'européanise fortement, avec notamment l'arrivée de la perspective et un traitement renouvelé des volumes,.
L'école de peinture d'Ispahan à l'époque qadjare est parfois considérée comme la meilleure d'Iran et la ville est un grand centre de production de qalamdān (boîtes laquées en papier mâché, généralement destinées à contenir des calames).

#### Tapis
Il est généralement admis parmi les spécialistes que ce sont les Séfévides qui ont fait passer le tapis d'une production artisanale assurée par des tribus nomades au statut d'« industrie nationale » dont les produits étaient exportés vers l'Inde, l'Empire ottoman et l'Europe. Sur la base de récits de voyageurs et d'autres sources textuelles, il apparaît que des ateliers de tapis royaux existaient à Ispahan, Kachan et Kerman,,. Depuis l'époque Safavide, Ispahan est resté un centre urbain de production de tapis important. Après un passage à vide entre l'invasion afghane et la fin de l'époque qadjare, la production du tapis d'Esfahan a repris et celui-ci reste un des principaux produits exportés de la ville.

### Legaz, une particularité culinaire d'Ispahan
Le gaz est une spécialité culinaire d'Ispahan, un bonbon préparé à partir de gaz angobin, d'eau, de blanc d'œuf et de pistaches ou d'amandes. Le gaz angobin est un exsudat sucré produit par des arbustes du genre Astragalus. Le gaz angobin est comparable à du miel et il est utilisé en Iran depuis des siècles.
Les gaz sont produits en grande majorité à Ispahan, à partir de gaz angobin récolté à Kānsār, dans la province d'Ispahan.
Le gaz angobin est dissout dans un volume équivalent d'eau puis porté à ébullition. Le mélange est ensuite passé afin de retirer les impuretés et des blancs d'œufs sont ajoutés avant de battre le mélange. Du sucre est ensuite ajouté au mélange et le tout est chauffé jusqu'à obtenir une pâte consistante. Des éclats de pistaches ou d'amandes sont alors ajoutés à la mixture à laquelle on donne la forme de pièces rectangulaires ou rondes et plates de deux à trois centimètres d'épaisseur. Le gaz est conservé dans un peu de farine pour éviter que les morceaux ne se collent. La recette et les proportions exactes diffèrent chez chaque fabricant.
Ce bonbon est caractéristique d'Ispahan et il avait déjà été remarqué par Edward Frederick, un voyageur britannique qui était allé en Iran au cours du XIXe siècle.

## Ispahan dans les arts et le folklore

### Ispahan dans le folklore iranien
Les natifs d'Ispahan ont eu tôt fait d'acquérir une image dans le folklore iranien : ils sont dépeints par les autres iraniens comme étant intelligents, ayant l'esprit commerçant, économes, ayant le sens de l'humour et de la repartie intelligente.
La réputation d'Ispahan comme terre d'abondance a été expliquée par le refus de la ville d'assister Nimrod dans sa rébellion contre Dieu. De nombreux personnages de l'histoire iranienne sont présentés dans les légendes comme étant originaires d'Ispahan ou s'étant rencontrés dans la ville ou sa proximité immédiate : on peut par exemple citer la naissance de Khosro Anushiravan, Bahram Gur ou Salman Farsi ; les rois légendaires Kai Khosro ou Ardashir Papakan auraient organisé leurs cérémonies de couronnement à Ispahan.

### Regards occidentaux sur Ispahan

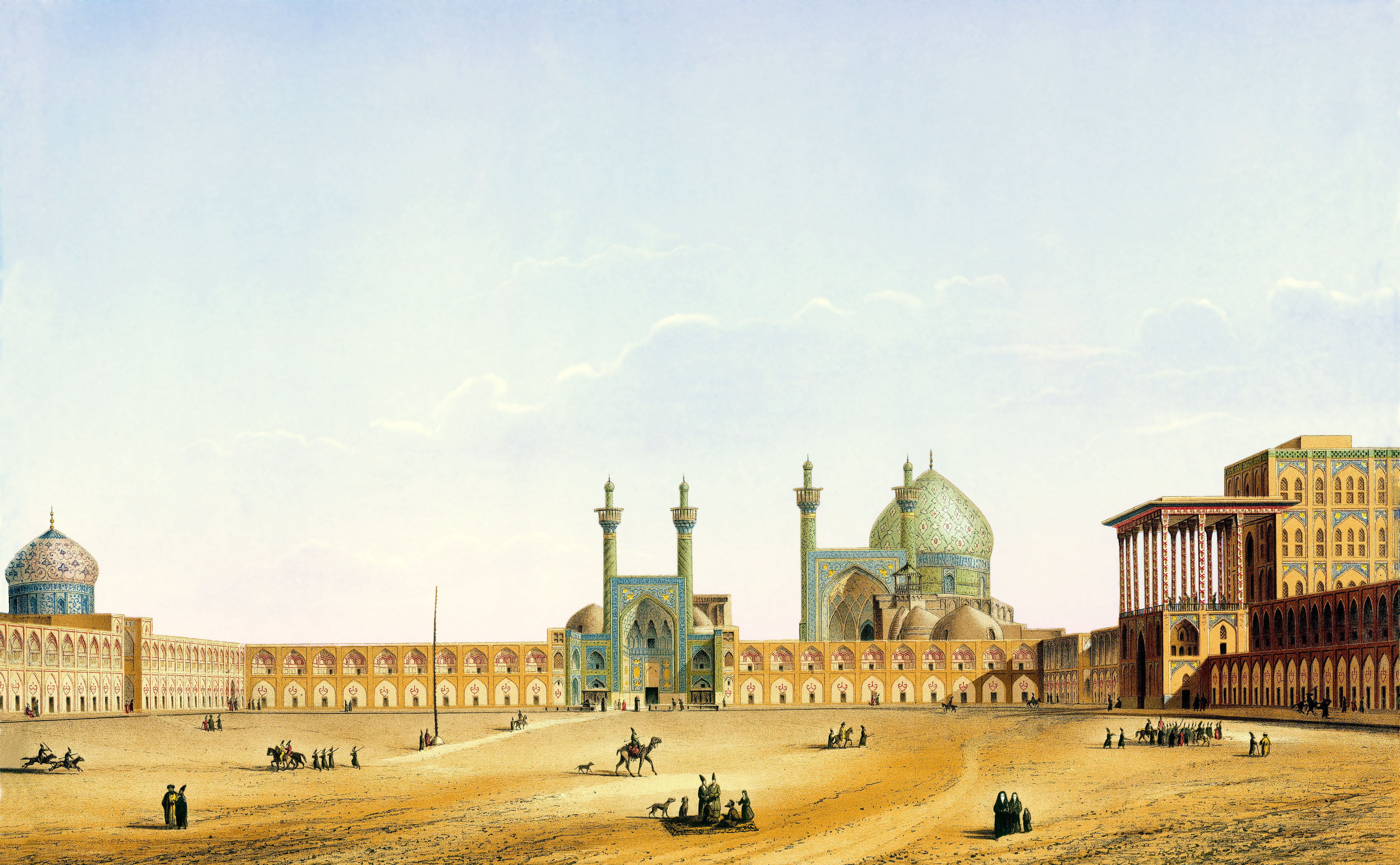
Vue d'Ispahan par Pascal Coste.

Si les voyages de Marco Polo ne le conduisent pas à s'arrêter à « Istaint », la capitale de l'empire des Séfévides devait être la destination de nombreux voyageurs occidentaux, notamment à partir du début du XVIIe siècle : l'East India Company anglaise est présente dans la capitale séfévide dès 1617, et en 1623, le commerçant moscovite Fédot Afanassiévitch Kotov, « envoyé via Astrakhan, en Perse avec des marchandises du Trésor du Tzar » Michel Ier (fondateur de la maison Romanov), arrive à  Ispahan qu'il décrit longuement ainsi que ses fêtes autour du Shah Abbas Ier le Grand dans son ouvrage Itinéraire de Moscou au royaume de Perse...,. Les pères Capucins, des missionnaires français, obtinrent en 1628 l'autorisation d'ouvrir une mission à Ispahan, et Jean-Baptiste Tavernier entreprit en 1632 un voyage pour l'Orient qui passa par Ispahan où il devint « compagnon de beuverie du chah d'Iran ». Quelques années plus tard, en 1644, le père Raphaël du Mans arriva dans la capitale iranienne et y résida jusqu'à sa mort en 1696, envoyant à Colbert un rapport sur L'État de la Perse en 1660.
En 1666, le protestant français Jean Chardin, plus tard considéré comme le « plus important voyageur qui ait jamais visité l'Iran », entre pour la première fois dans Ispahan. Chardin dresse « un tableau fouillé et admirablement nuancé de la Perse séfévide dont il flair[e] le déclin. » Ce tableau devait influencer Montesquieu dans son élaboration de la théorie de l'influence des climats sur les régimes politiques, ainsi que sur la nature du despotisme oriental.
En 1824, l'écrivain anglais James Justinian Morier, qui a vécu près de six années en Perse en tant que diplomate, publie Les aventures d'Hadji Baba d'Ispahan en trois volumes. Considéré comme le plus populaire des romans orientaux en langue anglaise, il contribue, à travers son personnage principal, à fixer le stéréotype du « personnage national persan » de l'époque moderne.
Trente ans plus tard, alors que la publication des notes de Hommaire de Hell (mort à Ispahan en 1848) ravive l'intérêt des Français pour la Perse, c'est au tour du comte de Gobineau de se rendre en mission diplomatique en Iran où il séjourne de 1855 à 1858. Il en revient avec la matière d'un récit de voyage, Trois ans en Asie, dans lequel il est question d'Ispahan : c'est une ville affaiblie depuis sa mise à sac par les Afghans au siècle précédent qu'il décrit, une ville dont « toute la magnificence n'est plus que l'ombre [de celle] du passé. »
En mai 1900, de retour d'Inde, Loti entreprend de traverser la Perse et de se rendre à Ispahan, voyage qu'il raconte dans Vers Ispahan, publié en 1904. Il rapporte que le silence et l'isolement autour de la ville sont tels que l'on se demande si des routes y mènent : on n'y voit que « de grands cimetières abandonnés où paissent les chèvres, de limpides ruisseaux qui courent partout […] des ruines d'anciennes enceintes crénelées, et rien de plus. » À l'intérieur d'Ispahan, l'écrivain français note que les édifices qui, au premier aspect, « jouent encore la splendeur » sont en réalité « à moitié dépouillés de leurs patientes mosaïques de faïence et semblent rongés d'une lèpre grise. »
Nicolas Bouvier s'y rend à son tour en 1953 au cours de son voyage qui le mène de Belgrade à Kaboul et qu'il raconte dix ans plus tard dans L'Usage du monde. Comme Loti et Gobineau, il ne peut s'empêcher de songer à la gloire passée de la ville que connut Chardin et de l'opposer à son état présent.

## Honneur
L'astéroïde (15861) Ispahan porte son nom.